# Liste von Burgen und Schlössern in Oberfranken
Die Liste von Burgen und Schlössern in Oberfranken ist ein Verzeichnis von historischen Orten, wie Burgen, Schlössern, Herrensitzen, Festungen, Motten, Burgställen und Wehrkirchen auf dem Territorium des heutigen Regierungsbezirks Oberfranken, aufgeteilt in kreisfreie Städte und Landkreise. Es gibt weitere Listen für die Regierungsbezirke Oberbayern, Niederbayern, Oberpfalz, Mittelfranken, Unterfranken und Schwaben. Nicht aufgeführt sind Zier- und Nachbauten, die nie als Wohngebäude oder zur Verteidigung genutzt wurden.

## Regierungsbezirk Oberfranken

### Bamberg
| Name                        | Ort               | Typ                                                                 | Entstehungszeit                                     | Erhaltungszustand und heutige Nutzung | Bild |
| --------------------------- | ----------------- | ------------------------------------------------------------------- | --------------------------------------------------- | --- | ---- |
| Alte Hofhaltung             | Bamberg           | Schloss                                                             | 15. Jahrhundert                                     | Wohn- und Wirtschaftsgebäude der bischöflichen Hofhaltung |      |
| Altenburg                   | Bamberg           | Höhenburg (Gipfelburg), zweite Residenz der Bamberger Fürstbischöfe | 1109 erstmals urkundlich erwähnt                    | Spuren von frühmittelalterlichen Befestigungen erhalten, heutige Erscheinung aus dem 15. Jahrhundert, wesentliche Teile erhalten, in der Burg heute eine Gaststätte |      |
| Babenburg                   | Bamberg-„Domberg“ | Höhenburg (Gipfelburg)                                              | Frühmittelalterlich                                 | Abgegangen |      |
| Neue Residenz               | Bamberg           | Schloss                                                             | ab 1602                                             | Ehemaliger Sitz der Bamberger Fürstbischöfe. Heute beherbergt der Komplex die Staatsbibliothek und die Staatsgalerie von Bamberg.                                   |      |
| Residenzschloss Geyerswörth | Bamberg           | Schloss                                                             | 14. Jahrhundert                                     | Stadtschloss in der Bamberger Altstadt, heute Behördensitz |      |
| Schloss Bug                 | Bamberg           | Schloss                                                             | 1730/40 für Georg Karl Karg von Bebenburg errichtet | Ab 1825 königlich-bayerisches Forstamt, seit 1965 Missionsmuseum |      |

### Bayreuth
| Name                                     | Ort                      | Typ                                  | Entstehungszeit               | Erhaltungszustand und heutige Nutzung | Bild |
| ---------------------------------------- | ------------------------ | ------------------------------------ | ----------------------------- | --- | ---- |
| Schloss Aichig                           | Bayreuth-Aichig          | Schloss                              | 1730                          | Jagdschlösschen von Erdmann Freiherr von Stein |      |
| Altes Schloss                            | Bayreuth                 | Schloss                              | 1450                          | 1945 zerstört und danach wieder aufgebaut, heute Finanzamt |      |
| Altes Schloss                            | Bayreuth-Eremitage       | Schloss                              | 1715                          | Erstes erbautes Schloss in der Eremitage in Bayreuth für Georg Wilhelm |      |
| Schloss Birken                           | Bayreuth                 | Schloss                              | 1692                          | Mit Barockgarten und Teehaus, Privatbesitz. |      |
| Burgstall Burgflur                       | Bayreuth-Laineck         | Burgstall                            | Mitte 10. Jahrhundert         | Fliehburg, 1003 zerstört |      |
| Schloss Colmdorf (Schloss Carolinenruhe) | Bayreuth-Colmdorf        | Schloss                              | 1755                          | Zwei Vorgängerbauten um 1550 und 1660, Privatbesitz |      |
| Eremitage                                | Bayreuth-Eremitage       | Schloss, Park                        | ab 1715                       | Ausgedehnter Park mit zwei Schlössern, eines davon zuerst als Orangerie benutzt, Sonnentempel, Grotte und Ruinentheater. Wiederaufbau der Anlage nach 1945, 2005 abgeschlossen |      |
| Schloss Laineck                          | Bayreuth-Laineck         | Schloss                              | 1728                          | Heute Kindergarten. |      |
| Burgstall Lewneck                        | Bayreuth-Rodersberg      | Höhenburg (Spornburg)                | 1192 ist der Burgadel erwähnt | Abgegangen |      |
| Schloss Meyernberg                       | Bayreuth-Meyernberg      | Schloss                              | Mitte 18. Jahrhundert         | Ehemals Rittergut, ausgebaut zum Schloss Heute Sitz des Stadtgartenamtes. |      |
| Neues Schloss                            | Bayreuth                 | Schloss                              | 1758                          | Markgräfliche Prunkräume, Gemäldegalerie, Archäologisches Museum, Museum Wilhelmine und Sammlung Bayreuther Fayencen frei zugänglich                                           |      |
| Neues Schloss                            | Bayreuth-Eremitage       | Schloss                              | 1749–1753                     | Markgräfliches zweites Schloss in der Eremitage für Wilhelmine von Preußen zuerst als Orangerie geplant                                                                        |      |
| Ordensschloss St. Georgen                | St. Georgen              | Schloss                              | 1701                          | 1727 erneuert, seit 1897 Teil der Justizvollzugsanstalt St. Georgen-Bayreuth                                                                                                   |      |
| Turmhügel Pitschenburg                   | Bayreuth-Rödensdorf      | Höhenburg (Spornburg, Turmhügelburg) |                               | Abgegangen, nur der Turmhügel und ein Graben erhalten |      |
| Schloss Sankt Johannis                   | Bayreuth-Sankt Johannis  | Schloss                              | 16./17. Jahrhundert           | Seit 1952 Mustergut der Justizvollzugsanstalt St. Georgen-Bayreuth |      |
| Jagdschloss Thiergarten                  | Bayreuth-Oberthiergarten | Schloss                              | 17./18. Jahrhundert           | Seit 1980 in städtischem Besitz, jetzt internationale Schule |      |

### Coburg
| Name                  | Ort                      | Typ                                     | Entstehungszeit                                | Erhaltungszustand und heutige Nutzung | Bild |
| --------------------- | ------------------------ | --------------------------------------- | ---------------------------------------------- | --- | ---- |
| Rittergut Bertelsdorf | Coburg-Bertelsdorf       | Rittergut                               | 17. Jahrhundert                                | Hofgut mit Herrenhaus und Mühle, bis 1898 mit Brauerei. Zahlreiche Nebengebäude bis 1977 abgegangen, unter anderem 1625 Gerichtshaus, heute Hofgut, Privatbesitz                                                                               |      |
| Bürglaß-Schlösschen   | Coburg                   | Schloss                                 | 1794                                           | Erbaut von Prinz Friedrich Josias von Sachsen-Coburg-Saalfeld, ab den 1960er Jahren restauriert, beherbergt heute das Standesamt der Stadt Coburg                                                                                              |      |
| Schloss Callenberg    | Coburg                   | Schloss                                 | 12. Jahrhundert                                | Ab 1592 Erweiterung zum Hauptwohnsitz der Herzöge von Sachsen-Coburg und Gotha. Seit 2004 beherbergt das Schloss das Deutsche Schützenmuseum                                                                                                   |      |
| Veste Coburg          | Coburg                   | Höhenburg, Spornburg                    | 10. Jahrhundert                                | Ersterwähnung als Burg 1225. Nach umfangreichen Sanierungen zwischen 1909 und 1923 Hauptwohnsitz der Herzöge von Sachsen-Coburg und Gotha (Wohnrecht bis 1998). In der Veste sind die Kunstschätze der Coburger Herzöge zugänglich ausgestellt |      |
| Edinburgh-Palais      | Coburg                   | Schloss                                 | 1845                                           | Ab 1865 Ausbau zum Palais durch Prinz Alfred von Edinburgh. Seit 1939 Sitz der Industrie- und Handelskammer zu Coburg |      |
| Schloss Ehrenburg     | Coburg                   | Schloss                                 | 1543                                           | Erbaut als Residenz im Auftrag von Herzog Johann Ernst von Sachsen-Coburg. 1810 Umgestaltung durch Karl Friedrich Schinkel. Seit 1919 Museum der Coburger Landesstiftung                                                                       |      |
| Schloss Eichhof       | Coburg-Scheuerfeld       | Schloss                                 | 15. Jahrhundert                                | Ab 1590 Erweiterungen durch Nicolaus Zech. Privatbesitz |      |
| Schloss Falkenegg     | Coburg-Neuses            | Schloss                                 | 19. Jahrhundert                                | Mehrfach erweitert und umgebaut, seit 1949 Kindergarten. Bergpark mit Obelisk für den Dichter und Schriftsteller Moritz August von Thümmel |      |
| Schloss Hohenfels     | Coburg                   | Schloss                                 | 1837                                           | Erbaut als Wohnsitz von Herzog Ernst Alexander von Württemberg, ab 1954 Medau-Schule |      |
| Schloss Ketschendorf  | Coburg-Ketschendorf      | Schloss                                 | 1804                                           | Erbaut als Sommerschlösschen für Herzogin Auguste, 1868 Abriss und Neubau durch Rosine Stoltz. Seit 1956 Jugendherberge |      |
| Schloss Neuhof        | Coburg-Neu- und Neershof | Schloss                                 | 14. Jahrhundert                                | Ab 1866 Renaissanceschloss. Seit 1995 soziotherapeutische Einrichtung |      |
| Rosenauer Burg        | Coburg                   | Schloss                                 | 1397                                           | 1434 Neubau als Wasserschloss, Ende der 1970er Jahre grundlegend renoviert für Büros des Bauamts |      |
| Schloss Scheuerfeld   | Coburg-Scheuerfeld       | Schloss, zuvor vermutlich Turmhügelburg | Burg mittelalterlich, Schloss Enum 1590 erbaut | Erhalten, Gebäude dient heute als Pfarrhaus |      |

### Hof
| Name                                   | Ort              | Typ        | Entstehungszeit           | Erhaltungszustand und heutige Nutzung | Bild |
| -------------------------------------- | ---------------- | ---------- | ------------------------- | --- | ---- |
| Hofer Schloss                          | Hof              | Schloss    |                           | 1743 abgebrannt und nicht wieder errichtet |      |
| Wartturm                               | Hof-Leimitz      | Wartturm   | Ende 15. Jahrhundert      | 1553 ausgebrannt. Die Turmruine hat keinen Zugang |      |
| Schloss Hofeck                         | Hof-Hofeck       | Schloss    | 14. Jahrhundert           | Mitteltrakt 16./17. Jahrhundert, Osttrakt 18. Jahrhundert. Das Schloss, in einen parkähnlichen Wald gelegen, dient seit 1972 als Schulungszentrum der Firma Viessmann |      |
| Kuttenschloss (Turmhügel Martinsreuth) | Hof-Martinsreuth | Motte      | ver. Mitte 14. Jh.        | im 15. Jh. abgegangen, Bodendenkmal |      |
| Rittergut Sachs                        | Hof-Krötenbruck  | Rittergut  | 2. Hälfte 17. Jahrhundert | Der zweigeschossige Bau mit Treppenhausturm wird heute als Wohnhaus genutzt                                                                                           |      |
| Herrensitz Stelzenhof                  | Hof-Moschendorf  | Herrensitz | Anfang 18. Jahrhundert    | Erhalten |      |
| Rittergut Unterkotzau                  | Hof-Unterkotzau  | Rittergut  |                           | Abgegangen |      |

### Landkreis Bamberg
| Name                                                         | Ort                                                         | Typ | Entstehungszeit | Erhaltungszustand und heutige Nutzung | Bild |
| ------------------------------------------------------------ | ----------------------------------------------------------- | --- | --- | --- | ---- |
| Burgstall Am Schwedenfelsen                                  | Heiligenstadt in Oberfranken-Zoggendorf-„Altenberg“         | Höhenburg (Spornburg, Turmburg), vermutlich vorgelagerter Wartturm der Burg Rothenstein an einem bizarren Felsturm | Vermutlich um 1200 | Abgegangen, wenige Mauerreste und ein Graben andeutungsweise erkennbar, unterhalb des Felsturmes ist eine rechteckige Eintiefung in den Felsen zu sehen, vermutlich die Stelle eines Gebäudes |      |
| Burgstall am Lohberg                                         | Buttenheim-Gunzendorf-„Lohberg“                             | Höhenburg (Spornburg)                                                                                              | Mittelalterlich | Abgegangen, zwei Gräben und Bermen erhalten |      |
| Schloss Aschbach                                             | Schlüsselfeld-Aschbach                                      | Schloss | 1677 bis 1697 | Zweiflügelanlage, erhalten |      |
| Amtshaus Baunach                                             | Baunach                                                     | Kastenhof | 17. Jahrhundert | Erhalten, dient heute als Seniorenheim |      |
| Oberes Schloss (Bischberg)                                   | Bischberg, Hauptstraße 53                                   | Schloss | Ende 18. Jahrhundert | Erhalten |      |
| Unteres Schloss (Bischberg)                                  | Bischberg, Hauptstraße 112                                  | Schloss | 1743 | Erhalten, heute Standesamt und Gastronomie |      |
| Abschnittsbefestigung Bischofsgraben (Burg Oberwiesentfels?) | Königsfeld-Treunitz-„Bischofsgraben“                        | Abschnittsbefestigung und Höhenburg (Spornburg)                                                                    | Abschnittsbefestigung vorgeschichtlich, Burg hochmittelalterlich, 1469 erstmals genannt                                         | Abgegangen, mehrere Abschnittswälle erhalten |      |
| Abschnittsbefestigung Brandiger Knock                        | Memmelsdorf-Kremmeldorf-„Brandinger Knock“                  | Abschnittsbefestigung                                                                                              | Frühmittelalterlich, vermutlich ottonisch-karoligische Zeitstellung                                                             | Abgegangen, Abschnittswall mit Graben erhalten |      |
| Turmhügel Buchenberg                                         | Hirschaid-Friesen-„Buchenberg“                              | Höhenburg (Turmhügelburg)                                                                                          | Mittelalterlich | Abgegangen |      |
| Ringwall Burgebrach                                          | Burgebrach-Flur „Schwarzholz“                               | Ringwall | Frühmittelalterlich | Abgegangen |      |
| Schloss Burgellern                                           | Scheßlitz-Burgellern                                        | Schloss | 1758, mittelalterlicher Vorgängerbau                                                                                            | Erhalten, seit 2002 Hotel-Restaurant |      |
| Schloss Burggrub                                             | Heiligenstadt in Oberfranken-Burggrub                       | Schloss | 15. Jahrhundert | Schloss und Schlosskirche erhalten |      |
| Turmhügel Burglesau                                          | Scheßlitz-Burglesau-„Schlappenreuther Berg oder Reisberg“   | Höhenburg (Turmhügelburg)                                                                                          | Mittelalterlich | Abgegangen, Turmhügel größtenteils zerstört |      |
| Ringwall Burgstuhl                                           | Königsfeld-Treunitz-„Burgstuhl“                             | Ringwall | Vorgeschichtlich | Abgegangen, doppelter Ringwall erhalten |      |
| Schloss Burgwindheim                                         | Burgwindheim                                                | Schloss | 1720–1725 | Das Barockschloss war Amtshof des Klosters Ebrach, heute noch in kirchlichem Besitz |      |
| → Oberes Schloss Buttenheim (Deichselburg)                   | Buttenheim                                                  | Schloss | 13. Jahrhundert | 1525 abgebrannt, nicht wiederaufgebaut |      |
| Schloss Buttenheim (eigentlich Unteres Schloss Buttenheim)   | Buttenheim                                                  | Schloss | 1774 | Schloss, Parkrest, Ökonomiegebäude und angrenzende Schlosskapelle erhalten, Privatbesitz |      |
| Schloss Daschendorf                                          | Baunach-Daschendorf                                         | Schloss | Frühneuzeitlich, heutiges Gebäude wurde um 1800 errichtet                                                                       | Erhalten |      |
| Abschnittsbefestigung Dragonerspitz                          | Buttenheim-Ketschendorf-„Dragonerspitz“                     | Abschnittsbefestigung                                                                                              | Frühmittelalterlich, vermutlich ottonischer Zeitstellung                                                                        | Abgegangen, Abschnittswall erhalten |      |
| Schloss Elsendorf                                            | Schlüsselfeld-Elsendorf                                     | Schloss | Mitte 18. Jahrhundert | Erhalten |      |
| Schloss Frensdorf                                            | Frensdorf                                                   | Wasserschloss, zuvor Wasserburg                                                                                    | Mittelalterlich | Ruine |      |
| Burgstall Freudeneck                                         | Rattelsdorf-Daschendorfer Forst                             | Höhenburg (Gipfelburg)                                                                                             | Vorgeschichtlich | Abgegangen |      |
| Burgstall Friesener Warte                                    | Hirschaid-Friesen                                           | Abschnittsbefestigung und Ringwall                                                                                 | Abschnittsbefestigung vorgeschichtlich, Ringwall frühmittelalterlich                                                            | Abgegangen, wenige Reste erhalten, durch den Bau des Segelfluggelände Friesener Warte größtenteils zerstört                                                                                   |      |
| Burg Giech                                                   | Scheßlitz-Zeckendorf                                        | Höhenburg (Gipfelburg)                                                                                             | 1125 | Ruine, teilweise erhalten |      |
| Turmhügel Grasmannsdorf                                      | Burgebrach-Grasmannsdorf-Flur „Birlesau“                    | Niederungsburg (Turmhügelburg)                                                                                     | Mittelalterlich | Abgegangen |      |
| Schloss Grasmannsdorf                                        | Burgebrach-Grasmannsdorf                                    | Schloss | 18. Jahrhundert | Erhalten |      |
| Schloss Greifenstein                                         | Heiligenstadt in Oberfranken                                | Schloss, zuvor Höhenburg                                                                                           | 1172 | Erhalten. Als Burg erbaut, Umbau zum Schloss 1691–1693, heute Museum |      |
| Burg Gügel                                                   | Scheßlitz-Zeckendorf-Gügel                                  | Höhenburg (Gipfelburg)                                                                                             | Mittelalterlich, 1374 erstmals genannt                                                                                          | Abgegangen, Stelle heute von der Wallfahrtskirche Gügel überbaut |      |
| Abschnittsbefestigung Ha-Knock                               | Hirschaid-Seigendorf-„Knock“                                | Abschnittsbefestigung                                                                                              | Vorgeschichtlich | Abgegangen, zwei Abschnittswälle und ein Graben teilweise erhalten |      |
| Burgstall Harziger Stein                                     | Heiligenstadt in Oberfranken-Teuchatz-„Harziger Stein“      | Höhenburg (Gipfelburg)                                                                                             | Mittelalterlich | Abgegangen, möglicherweise ein Wallrest erkennbar, ansonsten keine Reste erhalten |      |
| Wehrkirche Heiligenstadt (St. Veit und Michael)              | Heiligenstadt in Oberfranken                                | Wehrkirche | 15. Jahrhundert | Reste der Kirchhofbefestigung erhalten |      |
| Burg Helfenroth                                              | Rattelsdorf-Helfenroth-„Schlosshügel“                       | Höhenburg (Turmhügelburg)                                                                                          | Mittelalterlich | Abgegangen, runder Turmhügel und Grabenrest erhalten |      |
| Abschnittsbefestigung Herrenknock                            | Scheßlitz-Ludwag-„Herrenknock“                              | Abschnittsbefestigung                                                                                              | Frühmittelalterlich | Abgegangen |      |
| Burgstall Heroldstein                                        | Heiligenstadt in Oberfranken-Hohenpölz                      | Höhenburg (Gipfelburg)                                                                                             | 11./12. Jahrhundert | Abgegangen, Halsgraben und überwachsene Grundmauerreste erhalten |      |
| Wehrkirche Herzogenreuth (St. Nikolaus)                      | Heiligenstadt in Oberfranken-Herzogenreuth                  | Wehrkirche | Mittelalterlich | Reste der Kirchhofbefestigung erhalten |      |
| Wehrkirche Hohenpölz (St. Laurentius)                        | Heiligenstadt in Oberfranken-Höhenpölz                      | Wehrkirche | 15. Jahrhundert | Reste der Kirchhofbefestigung erhalten |      |
| Burgstall Hoher Stein                                        | Heiligenstadt in Oberfranken-Reckendorf-„Hoher Stein“       | Höhenburg (Spornburg)                                                                                              | Hochmittelalterlich | Abgegangen, wenige Mauerreste erhalten |      |
| Burgstall Huppendorf                                         | Königsfeld-Huppendorf                                       | Höhenburg (Spornburg), etwa 240 Meter westlich des Ortes                                                           | Hochmittelalterlich | Abgegangen |      |
| Burgstall Kemmern                                            | Kemmern                                                     | Höhenburg (Spornburg)                                                                                              | Mittelalterlich | Abgegangen |      |
| Burgstall Ketschendorf                                       | Buttenheim-Ketschendorf-Waldflur „Brand“                    | Höhenburg (Ebenerdiger Ansitz)                                                                                     | Hochmittelalterlich | Abgegangen |      |
| Burgstall Ketschenstein                                      | Buttenheim-Hochstall-„Ketschenstein“                        | Höhenburg (Ebenerdiger Ansitz)                                                                                     | Mittelalterlich | Abgegangen, runde Anlage am Rand einer Felsklippe, restliche Seite mit Graben und Wall umzogen                                                                                                |      |
| Schloss Kirchschletten                                       | Zapfendorf-Kirchschletten                                   | Schloss | 1697 | Erhalten, dient heute als Kloster |      |
| Abschnittsbefestigung Knock                                  | Hirschaid-Seigendorf-„Knock“                                | Abschnittsbefestigung                                                                                              | Vorgeschichtlich | Abgegangen, Abschnittswall und Graben erhalten |      |
| Schloss Königsfeld                                           | Königsfeld-„Vogelmühle“                                     | Schloss | | Ehemaliges Schloss, heute Bauernhaus, Baudenkmal |      |
| Wehrkirche Königsfeld (St. Jakobus der Ältere und Katharina) | Königsfeld                                                  | Wehrkirche | Neuzeitlich | Reste der Kirchhofbefestigung erhalten |      |
| Turmhügel Lauf                                               | Zapfendorf-Lauf                                             | Niederungsburg (Turmhügelburg)                                                                                     | Mittelalterlich | Abgegangen, Burgstelle von der Ortskirche überbaut |      |
| Burgstall Liebenau                                           | Pommersfelden-Stolzenroth                                   | Niederungsburg | Spätmittelalterlich | Abgegangen |      |
| Burg Lisberg                                                 | Lisberg                                                     | Höhenburg (Spornburg)                                                                                              | 8. Jahrhundert | Erhalten, Romanische Burganlage |      |
| Mainschlösschen                                              | Hallstadt                                                   | Schloss | 1735 von Balthasar Neumann | Erhalten: Massiver zweigeschossiger Mansardwalmdachbau mit zwei Eckpavillons, verputzt, mit Eckpilastern; mit Stadel, Remise und Einfriedung                                                  |      |
| Burgstall Niedersenftenberg                                  | Buttenheim-Senftenberg                                      | Höhenburg (Spornburg)                                                                                              | 13. Jahrhundert | 1763 abgetragen, geringe Graben- und Mauerspuren sichtbar, heute durch die St. Georgskapelle teilweise überbaut                                                                               |      |
| Abschnittsbefestigung Oberngrub                              | Heiligenstadt in Oberfranken-Oberngrub                      | Abschnittsbefestigung                                                                                              | Vorgeschichtlich oder frühmittelalterlich                                                                                       | Abgegangen |      |
| Turmhügel Obermelsendorf                                     | Schlüsselfeld-Obermelsendorf                                | Niederungsburg (Turmhügelburg)                                                                                     | Mittelalterlich | Abgegangen, quadratischer Turmhügel mit Graben erhalten |      |
| Turmhügel Obersenftenberg                                    | Buttenheim-Senftenberg                                      | Höhenburg (Turmhügelburg)                                                                                          | 12. Jahrhundert | Abgegangen, Turmhügel, Graben und zwei Ringwälle erhalten |      |
| Wasserschloss Pommersfelden                                  | Pommersfelden                                               | Wasserschloss | 13. Jahrhundert | Ruine, Mauerreste erhalten |      |
| Schloss Reckendorf                                           | Reckendorf                                                  | Wasserschloss | 14. Jahrhundert | Abgegangen, wenige Baureste im Haus Mühlweg 8 erhalten |      |
| Schloss Reichmannsdorf                                       | Schlüsselfeld-Reichmannsdorf                                | Schloss | Zwischen 1714 und 1718 erbaut                                                                                                   | Erhalten, |      |
| Turmhügel Roschlaub                                          | Scheßlitz-Roschlaub-„Gröbersberg“                           | Höhenburg (Turmhügelburg)                                                                                          | Mittelalterlich | Abgegangen |      |
| Burgstall Roth                                               | Zapfendorf-Roth                                             | Niederungsburg | Mittelalterlich | Abgegangen |      |
| Burgstall Rothenstein                                        | Heiligenstadt in Oberfranken-Zoggendorf-„Altenberg“         | Höhenburg (Spornburg), Ministerialensitz der Edelfreien von Schlüsselberg                                          | Vermutlich um 1200, 1275 ist der Burgadel erstmals genannt, 1349 die Burg selbst, die zu der Zeit allerdings schon zerstört war | Abgegangen, nur ein Graben mit Wall erhalten |      |
| Schloss Sambach                                              | Pommersfelden-Sambach                                       | Wasserschloss | 1414 erstmals genannt | Erhalten |      |
| Schloss Sassanfahrt                                          | Hirschaid-Sassanfahrt                                       | Schloss | Neuzeitlich, mit mittelalterlichen Vorgängerbauten                                                                              | Erhalten |      |
| Schloss Schadeck                                             | Baunach                                                     | Schloss | 1742 bis 1746 | Ehemals Rathaus, heute Heimatmuseum. |      |
| Abschnittsbefestigung Schellenberg                           | Burgebrach-Stappenbach-„Schellenberg“                       | Abschnittsbefestigung                                                                                              | Vor- oder frühgeschichtlich, möglicherweise auch mittelalterlich                                                                | Abgegangen |      |
| Pflegschloss Scheßlitz                                       | Scheßlitz                                                   | Schloss | 1767 | Beherbergte das Elisabethen-Hospital, heute Altenpflegeheim |      |
| Turmhügel Schlosshügel (Seehöflein)                          | Stegaurach-Seehöflein                                       | Niederungsburg (Turmhügelburg, Spornburg)                                                                          | Mittelalterlich | Abgegangen |      |
| Turmhügel Schlössleshöppel                                   | Hirschaid-Großbuchfeld                                      | Niederungsburg (Turmhügelburg)                                                                                     | Mittelalterlich | Abgegangen |      |
| Ringwall Schwedenschanze                                     | Heiligenstadt in Oberfranken-Oberleinleiter-Flur „Burgholz“ | Ringwall | Frühmittelalterlich | Abgegangen, Ringwall mit Grabenresten erhalten |      |
| Schloss Seehaus                                              | Stegaurach-Höfen                                            | Schloss | 18. Jahrhundert | Erhalten, 1903 umgestaltet worden |      |
| Schloss Seehof (Schloss Marquardsburg)                       | Memmelsdorf                                                 | Schloss | 1696 | Ehemalige Sommerresidenz der Bamberger Fürstbischöfe. Seit 1975 Sitz der Bayerischen Schlösserverwaltung. Neun Schauräume zugänglich                                                          |      |
| Turmhügel Seeleiten                                          | Schönbrunn im Steigerwald-Frenshof-„Seeleiten“              | Niederungsburg (Turmhügelburg)                                                                                     | Mittelalterlich | Abgegangen, Turmhügel heute verebnet |      |
| Burgstall Seigelstein                                        | Heiligenstadt in Oberfranken-Tiefenpölz-„Seigelstein“       | Höhenburg (Spornburg, Ebenerdiger Ansitz)                                                                          | Mittelalterlich | Abgegangen |      |
| Turmhügel Stegaurach                                         | Stegaurach                                                  | Niederungsburg (Turmhügelburg)                                                                                     | Mittelalterlich | Abgegangen |      |
| Turmhügel Steinsdorf                                         | Schönbrunn im Steigerwald-Steinsdorf                        | Niederungsburg (Turmhügelburg)                                                                                     | Mittelalterlich | Abgegangen, Turmhügel heute verebnet |      |
| Burgstall Stolzenroth                                        | Pommersfelden                                               | Niederungsburg | Mittelalterlich | Abgegangen |      |
| Turmhügel Stolzenroth                                        | Pommersfelden-Stolzenrot                                    | Niederungsburg (Turmhügelburg)                                                                                     | Mittelalterlich | Abgegangen |      |
| Burgruine Stufenberg                                         | Baunach-„Stiefenberg“                                       | Höhenburg (Gipfelburg), Amtsburg des Hochstiftes Bamberg                                                           | um 950 | Ruine, 1553 zerstört und später nahezu vollständig abgetragen |      |
| Wasserschloss Thüngfeld                                      | Schlüsselfeld-Thüngfeld                                     | Wasserschloss, zuvor Wasserburg                                                                                    | Burg Mitte des 12. Jahrhunderts erbaut, zum Schloss 1609 umgebaut, später noch mehrmals umgebaut                                | Teilweise erhalten |      |
| Schloss Trabelsdorf                                          | Lisberg-Trabelsdorf                                         | Schloss | Ende 16. Jahrhundert | Erhalten |      |
| Schloss Treppendorf                                          | Burgebrach-Treppendorf                                      | Schloss | Frühneuzeitlich | Erhalten, beherbergt heute einen Gasthof |      |
| Schloss Trunstadt (Rüssenbachschloss)                        | Viereth-Trunstadt-Trunstadt                                 | Schloss, zuvor Niederungsburg                                                                                      | Burg 1195 erbaut, Schloss aus dem 16. Jahrhundert                                                                               | Erhalten |      |
| Schloss Tütschengereuth                                      | Bischberg-Tütschengereuth                                   | Schloss | Mitte 18. Jahrhundert | Erhalten, beherbergt heute einen Gasthof |      |
| Burgstall Unterleiterbach                                    | Zapfendorf-Unterleiterbach                                  | Niederungsburg | Mittelalterlich | Abgegangen |      |
| Schloss Unterleiterbach                                      | Zapfendorf-Unterleiterbach                                  | Schloss | 1739 | Vollständig erhalten, Privatbesitz |      |
| Herrensitz Untermanndorf                                     | Reckendorf-Untermanndorf                                    | Ansitz | Mittelalterlich | Abgegangen |      |
| Burgstall Veilbronn                                          | Heiligenstadt in Oberfranken-Veilbronn                      | Niederungsburg (Wasserburg)                                                                                        | Spätmittelalterlich | Abgegangen, wenige Mauerreste erhalten |      |
| Schloss Weißenstein                                          | Pommersfelden                                               | Schloss | 1718 | Sommerresidenz von Lothar Franz von Schönborn mit Englischem Garten seit 1786 |      |
| Schloss Wernsdorf                                            | Strullendorf-Wernsdorf                                      | Wasserschloss | 12. Jahrhundert | Erhalten, 1620 zum heutigen Erscheinungsbild umgebaut. Nach 1945 Flüchtlingsunterkunft, 1993 kaufte die Capella Antiqua Bambergensis das Schloss, heute Ausbildungszentrum der Musik          |      |
| Burgstall Windeck                                            | Burgebrach-Ampferbach-„Eierberg“                            | Höhenburg (Spornburg)                                                                                              | Mittelalterlich | Abgegangen |      |
| Schloss Wingersdorf                                          | Frensdorf-Wingersdorf                                       | Schloss | 1779 | 1995 ausgebrannt, 2002 abgerissen |      |
| Turmhügel Wölkendorf                                         | Stadelhofen-Wölkendorf                                      | Niederungsburg (Turmhügelburg)                                                                                     | Mittelalterlich | Abgegangen |      |
| Abschnittsbefestigung Wolfsgrube                             | Wattendorf-Waldflur „Wolfsgrube“                            | Abschnittsbefestigung                                                                                              | Vorgeschichtlich, möglicherweise frühmittelalterlich                                                                            | Abgegangen, einfacher Abschnittswall erhalten |      |
| Turmhügel Zoggendorf (Schloss Zoggendorf)                    | Heiligenstadt in Oberfranken-Zoggendorf                     | Niederungsburg (Turmhügelburg)                                                                                     | 1417 erstmals genannt | Abgegangen, nur der rechteckige Turmhügel erhalten |      |
| Herrensitz Zückshut                                          | Breitengüßbach-Zückshut                                     | Ansitz | 18. Jahrhundert | Verändert erhalten |      |
| Abschnittsbefestigung Zwirstein                              | Stadelhofen-Steinfeld-„Zwirstein“                           | Abschnittsbefestigung                                                                                              | Vorgeschichtlich | Abgegangen, Abschnittswall erhalten |      |

### Landkreis Bayreuth
| Name                                                           | Ort                                                       | Typ                                                                                             | Entstehungszeit                                                                                           | Erhaltungszustand und heutige Nutzung | Bild           |
| -------------------------------------------------------------- | --------------------------------------------------------- | ----------------------------------------------------------------------------------------------- | --- | --- | -------------- |
| Schloss Adlitz                                                 | Ahorntal-Adlitz                                           | Schloss                                                                                         | 1696 bis 1718                                                                                             | |                |
| Turmhügel Adlitz                                               | Ahorntal-Adlitz                                           | Motte                                                                                           | | |                |
| Burgstall Altes Schloss Bucheck                                | Gefrees-Bucheck-„Rieglersbachtal“                         | Niederungsburg                                                                                  | 14. Jahrhundert                                                                                           | Abgegangen, Reste der Gräben erhalten |                |
| Schloss Althaidhof                                             | Creußen-Althaidhof                                        | Schloss                                                                                         | | |                |
| Burgstall Ahorn                                                | Ahorntal-Klausstein                                       | Höhenburg (Spornburg), Stammsitz der Herren von Ahorn                                           | 1130 erstmals genannt                                                                                     | Abgegangen, Reste der Burg heute in der Klaussteinkapelle und einem privaten Wohnhaus aufgegangen                                                     |                |
| Turmhügel Allersdorf                                           | Bindlach-Allersdorf                                       | Motte                                                                                           | | |                |
| Turmburg Alt-Berneck                                           | Bad Berneck                                               | Höhenburg, Motte                                                                                | 11. Jahrhundert                                                                                           | Ruine |                |
| Turmhügel Altencreußen                                         | Prebitz-Altencreußen                                      | Motte                                                                                           | | |                |
| Burgstall Altenkünsberg                                        | Creußen-Altenkünsberg                                     | Burgstall                                                                                       | | |                |
| Schloss Altenplos                                              | Heinersreuth-Altenplos                                    | Schloss                                                                                         | | |                |
| Burgruine Altes Schloss                                        | Bad Berneck im Fichtelgebirge                             | Burg                                                                                            | 13. Jahrhundert                                                                                           | Ruine, Bergfried erhalten. |                |
| Burgstall Alte Veste                                           | Ahorntal-Oberailsfeld                                     | Burgstall                                                                                       | um 1400                                                                                                   | Wenige vom Abgang bedrohte Mauerreste |                |
| Schloss Am Bühl                                                | Creußen-Gottsfeld                                         | Schloss                                                                                         | | |                |
| Burgstall auf dem Mittelberg                                   | Hollfeld-Schönfeld-„Mittelberg“                           | Höhenburg (Gipfelburg)                                                                          | Mittelalterlich                                                                                           | Abgegangen |                |
| Burgstall Aufseß                                               | Aufseß-„Burgstall“                                        | Höhenburg (Gipfelburg)                                                                          | Mittelalterlich                                                                                           | Abgegangen |                |
| Turmhügel Aufseß                                               | Aufseß-„Unteraufseßwald“                                  | Niederungsburg (Turmhügelburg)                                                                  | Mittelalterlich                                                                                           | Abgegangen |                |
| Herrensitz Bärnreuth                                           | Bad Berneck im Fichtelgebirge-Bärnreuth                   | Herrensitz                                                                                      | | |                |
| Turmhügel Beim Schlossbauern                                   | Mistelgau                                                 | Motte                                                                                           | | |                |
| Burg Betzenstein                                               | Betzenstein                                               | Burg                                                                                            | um 1187                                                                                                   | Wesentliche Teile erhalten, Privatbesitz |                |
| Burgstall Bockstall                                            | Pottenstein-Regenthal                                     | Burgstall                                                                                       | | |                |
| Burgstall Boden                                                | Creußen-Boden                                             | Burgstall                                                                                       | | |                |
| Burgstall Böheimstein                                          | Pegnitz                                                   | Burgstall                                                                                       | um 1350                                                                                                   | 1553 ausgebrannt, Mauerreste |                |
| Burgstall Brunnloch                                            | Ahorntal-Rabenstein                                       | Burgstall                                                                                       | | |                |
| Schloss Bühl (Creußen)                                         | Creußen-Bühl                                              | Schloss                                                                                         | | |                |
| Burg Bühl (Emtmannsberg)                                       | Emtmannsberg-Bühl                                         | Burg                                                                                            | | |                |
| Burgstall Burgleite                                            | Mistelgau-Braunersberg-„Burgleite“                        | Burgstall                                                                                       | | |                |
| Burgstall Burgstuhl                                            | Ahorntal-Langweiler Wald                                  | Burgstall                                                                                       | | |                |
| Burg Creußen                                                   | Creußen                                                   | Burg                                                                                            | | |                |
| Burgstall Christanz                                            | Ahorntal-Christanz                                        | Burgstall                                                                                       | | |                |
| Herrensitz Christanz                                           | Ahorntal-Christanz                                        | Herrensitz                                                                                      | | |                |
| Burgstall Crottendorf                                          | Bindlach-Crottendorf                                      | Burgstall                                                                                       | | |                |
| Wasserburgstall Crottendorf                                    | Bindlach-Crottendorf                                      | Burgstall                                                                                       | | |                |
| Burgstall Dürrnbühl                                            | Eckersdorf-Vorlahm-„Burgstall“                            | Burgstall                                                                                       | | |                |
| Burg Elbersberg                                                | Pottenstein-Elbersberg, an Stelle der heutigen Ortskirche | Niederungsburg                                                                                  | Hochmittelalterlich                                                                                       | Abgegangen, von den Hussiten zerstört |                |
| Turmhügel Emtmannsberg                                         | Emtmannsberg                                              | Motte                                                                                           | | |                |
| Schloss Emtmannsberg                                           | Emtmannsberg                                              | Schloss                                                                                         | | |                |
| Schloss Falkenhaube                                            | Bad Berneck im Fichtelgebirge-Falkenhaus                  | Schloss                                                                                         | um 1720                                                                                                   | Erhalten, Privatbesitz |                |
| Schloss Fantaisie                                              | Eckersdorf                                                | Schloss                                                                                         | 1765 | Erhalten, seit 2000 Gartenkunstmuseum |                |
| Schloss Fischbach (Weidenberg)                                 | Weidenberg-Fischbach                                      | Schloss                                                                                         | | |                |
| Burg Frankenberg (Oberfranken)                                 | Speichersdorf-Frankenberg                                 | Burg                                                                                            | | |                |
| Schloss Frankenhaag                                            | Mistelgau-Frankenhaag                                     | Schloss                                                                                         | | |                |
| Schloss Freienfels                                             | Hollfeld-Freienfels                                       | Schloss                                                                                         | vor 1388                                                                                                  | Die jetzige Schlossanlage wurde zwischen 1693 und 1701 errichtet. Seit 1966 Privatbesitz.                                                             |                |
| Schloss Fröbershammer                                          | Bischofsgrün-Fröbershammer                                | Schloss                                                                                         | | |                |
| Burgstall Galgenberg                                           | Weidenberg-„Galgenberg“                                   | Burgstall                                                                                       | | |                |
| Motte Gefrees-Bühl                                             | Gefrees                                                   | Höhenburg (Turmhügelburg, Spornburg)                                                            | Mittelalterlich                                                                                           | Abgegangen |                |
| Burg Goldeck                                                   | Goldkronach                                               | Niederungsburg                                                                                  | Mittelalterlich                                                                                           | Abgegangen, Teile davon im Schloss Goldkronach erhalten                                                                                               |                |
| Schloss Goldkronach                                            | Goldkronach                                               | Schloss an der Stelle der früheren Burg Goldeck                                                 | | Erhalten |                |
| Schloss Göppmannsbühl                                          | Speichersdorf-Göppmannsbühl am Berg                       | Schloss                                                                                         | | |                |
| Burgstall Großes Haus (Burgstall auf dem Rauhberg)             | Hollfeld-Fernreuth-„Rauhberg“                             | Höhenburg (Gipfelburg)                                                                          | Mittelalterlich                                                                                           | Abgegangen, Ringgraben mit Außenwall größtenteils erhalten, wenige Mauerreste zweier Gebäude auf dem Burgfelsen noch sichtbar                         | weitere Bilder |
| Burgruine Grünstein                                            | Gefrees-Grünstein                                         | Burg                                                                                            | 14. Jahrhundert                                                                                           | Im 18. Jahrhundert verfallen, Mauerreste und Keller vorhanden                                                                                         |                |
| Herrensitz Gutenbiegen                                         | Waischenfeld-Gutenbiegen                                  | Herrensitz                                                                                      | | |                |
| Schloss Guttenthau                                             | Speichersdorf-Guttenthau                                  | Schloss                                                                                         | | |                |
| Schloss Haidenaab                                              | Speichersdorf-Haidenaab                                   | Schloss                                                                                         | | |                |
| Motte Haidenschloss                                            | Gefrees                                                   | Motte                                                                                           | vermutlich 13. Jahrhundert                                                                                | geringe Reste |                |
| Burgstall Hainbronn                                            | Pegnitz-Hainbronn                                         | Burgstall                                                                                       | | |                |
| Herrensitz Heckenhof                                           | Aufseß-Heckenhof                                          | Herrensitz                                                                                      | | |                |
| Burgstall Heinersreuth                                         | Heinersreuth                                              | Burgstall                                                                                       | | |                |
| Schloss Heinersreuth                                           | Heinersreuth                                              | Schloss                                                                                         | | |                |
| Turmhügel Hermersreuth                                         | Gefrees-Hermersreuth                                      | Motte                                                                                           | | |                |
| Schloss Höchstaufseß                                           | Aufseß                                                    | Schloss                                                                                         | 1690 | Schon 1718 nach Blitzschlag und Brand wieder aufgegeben. Abgegangen.                                                                                  |                |
| Abschnittsbefestigung Hohe Warte                               | Bad Berneck im Fichtelgebirge-Hohe Warte                  | Wallburg                                                                                        | Frühmittelalterlich                                                                                       | Wallreste erhalten |                |
| Burgruine Hollenberg                                           | Pegnitz-Hollenberg                                        | Burg                                                                                            | Mitte 14. Jahrhundert                                                                                     | 1525 zerstört. Mauerreste erhalten |                |
| Stadtburg Hollfeld                                             | Hollfeld                                                  | Burg                                                                                            | | |                |
| Burgruine Hohenberneck                                         | Bad Berneck im Fichtelgebirge                             | Burg                                                                                            | ab 1478                                                                                                   | Verfall ab 1737, Gebäudereste erhalten |                |
| Burgstall am Hühnerstein                                       | Betzenstein-Stierberg-„Hühnerstein“                       | Höhenburg (Spornlage)                                                                           | Mittelalterlich                                                                                           | Abgegangen, von der Burg ist nur ein Graben erkennbar, der aber auch natürlichen Ursprungs sein kann                                                  |                |
| Burgstall im Eibental                                          | Betzenstein-Spies-„Burgstall“                             | Höhenburg (Gipfelburg), vermutlich der Landgrafen von Leuchtenberg                              | Mittelalterlich                                                                                           | Abgegangen, 1366 schon als Burgstall bezeichnet, nur Keramikbruchstücke und Mörtelreste erhalten                                                      |                |
| Burgstall Kandlberg                                            | Ahorntal-Körzendorf-„Kandlberg“                           | Höhenburg (Spornburg) des Bistums Bamberg                                                       | 1422 wurde der Bau der Burg vom Bischof genehmigt                                                         | Abgegangen, diese Burganlage wurde schon beim Bau wieder aufgegeben, erhalten haben sich nur die beiden Enden des angefangenen Halsgrabens            |                |
| Schloss Kainach                                                | Hollfeld-Kainach                                          | Schloss, zuvor Burg                                                                             | Burg mittelalterlich, Burgadel im 14. Jahrhundert genannt, heutiges Schloss vom Ende des 18. Jahrhunderts | Erhalten |                |
| Burgstall Kirchahorn                                           | Ahorntal-Kirchahorn                                       | Burgstall                                                                                       | | |                |
| Burgstall Klauskirchberg (Burg Albwinistein?)                  | Betzenstein-„Klauskirchberg“                              | Höhenburg (Spornlage)                                                                           | Mittelalterlich                                                                                           | Abgegangen |                |
| Schloss Knopfhammer                                            | Gefrees-Knopfhammer                                       | Schloss                                                                                         | | |                |
| Befestigung auf der Zottaschen (Burgstall Königstuhl)          | Bad Berneck im Fichtelgebirge-Micheldorf                  | Burgstall                                                                                       | Mittelalterlich                                                                                           | Abgegangen |                |
| Herrensitz Kotzmannsreuth                                      | Creußen-Kotzmannsreuth                                    | Herrensitz                                                                                      | | |                |
| Burgruine Krögelstein                                          | Hollfeld-Krögelstein                                      | Burg                                                                                            | 13. Jahrhundert                                                                                           | 1523 zerstört, wenige Mauerreste erhalten |                |
| Schloss Kühlenfels                                             | Pottenstein-Kühlenfels                                    | Schloss                                                                                         | | |                |
| Burgruine Leienfels                                            | Pottenstein-Leienfels                                     | Burg                                                                                            | um 1300                                                                                                   | Verfall ab 1610, gesicherte Reste erhalten |                |
| Schloss Leisau                                                 | Goldkronach-Leisau                                        | Schloss                                                                                         | | |                |
| Burgstall Leuenstein                                           | Gemeindefreies Gebiet Waidacher Forst-„Bleistein“         | Höhenburg (Spornlage), Nebenburg des Uradelsgeschlecht der Egloffsteiner                        | Anfang 14. Jahrhundert                                                                                    | Abgegangen, 1397 wegen Raubrittertums auf Befehl König Wenzels zerstört, keine erkennbaren Reste mehr erhalten, möglicherweise aber ein kurzer Graben |                |
| Burgstall Leupoldstein                                         | Betzenstein-Leupoldstein                                  | Höhenburg (Spornlage)                                                                           | vor 1100                                                                                                  | 1427 zerstört, wenige überwachsene Grundmauerreste vorhanden                                                                                          |                |
| Burgstall Lichteburg                                           | Goldkronacher Forst                                       | Höhenburg (Spornburg, ebenerdiger Ansitz)                                                       | Mittelalterlich                                                                                           | Abgegangen, flacher Halsgraben erhalten |                |
| Burgstall Loch                                                 | Hollfeld-Loch                                             | Burgstall                                                                                       | | |                |
| Turmhügel Lochstein                                            | Veldensteiner Forst                                       | Motte                                                                                           | | |                |
| Turmhügel Löhlitz                                              | Waischenfeld-Löhlitz                                      | Motte                                                                                           | | |                |
| Turmhügel Madersburg (Kroneck?)                                | Goldkronach                                               | Höhenburg (Spornburg, Turmhügelburg)                                                            | Mittelalterlich                                                                                           | Abgegangen, Halsgraben erhalten |                |
| Schloss Mengersdorf                                            | Mistelgau-Mengersdorf                                     | Schloss                                                                                         | | |                |
| Schloss Mengersreuth                                           | Weidenberg-Mengersreuth                                   | Schloss                                                                                         | | |                |
| Burgstall Meranierburg Fürstenau                               | Heinersreuth-Altenplos                                    | Burgstall                                                                                       | | |                |
| Schloss Mistelbach                                             | Mistelbach                                                | Schloss                                                                                         | 14. Jahrhundert                                                                                           | |                |
| Turmhügel Muthmannsreuth                                       | Hummeltal-Muthmannsreuth                                  | Motte                                                                                           | | |                |
| Burgstall Nankendorf                                           | Waischenfeld-Nankendorf                                   | Höhenburg (Spornburg, Ebenerdiger Ansitz)                                                       | Mittelalterlich                                                                                           | Abgegangen, nur zwei flache Wälle erhalten |                |
| Burg Neidenstein                                               | Hollfeld-Neidenstein                                      | Burg                                                                                            | Ende 15. Jahrhundert                                                                                      | 1525 zerstört, Mauerreste erhalten |                |
| Schloss Nemmersdorf                                            | Goldkronach-Nemmersdorf                                   | Schloss                                                                                         | | |                |
| Burgstall Nemschenreuth                                        | Pegnitz-Nemschenreuth                                     | Burgstall                                                                                       | | |                |
| Burgstall Altes Haus (Neuhaus)                                 | Aufseß-Neuhaus                                            | Burgstall                                                                                       | | |                |
| Burgstall Neues Haus (Neuhaus)                                 | Aufseß-Neuhaus                                            | Burgstall                                                                                       | | |                |
| Burgruine Niederntüchersfeld                                   | Pottenstein-Tüchersfeld                                   | Höhenburg (Spornburg), später Besitz des Bamberger Bischofs                                     | 13. Jahrhundert, 1269 erwähnt                                                                             | Burgruine, von der Burg haben sich nur wenige Mauerreste auf einem Felsturm erhalten, die heutigen Gebäude stammen aus einer späteren Zeit            |                |
| Schloss Oberaufseß                                             | Aufseß                                                    | Schloss                                                                                         | 14. Jahrhundert                                                                                           | Erhalten, Privatbesitz. |                |
| Burgstall Oberailsfeld                                         | Ahorntal-Oberailsfeld                                     | Burgstall                                                                                       | Hochmittelalter                                                                                           | Ende des 16. Jahrhunderts zerstört und abgegangen |                |
| Burgstall Oberntüchersfeld                                     | Pottenstein-Tüchersfeld                                   | Höhenburg (Spornburg), später Besitz des Bamberger Bischofs                                     | um 1240                                                                                                   | 1430 zerstört, wenige Relikte erhalten |                |
| Jagdschloss Oberwaiz                                           | Eckersdorf-Oberwaiz                                       | Schloss                                                                                         | | |                |
| Burgstall Oberwiesentfels                                      | Hollfeld-Wiesentfels                                      | Burgstall                                                                                       | | |                |
| Burgstall Plankenstein (Plankenfels)                           | Plankenfels                                               | Burgstall                                                                                       | | |                |
| Schloss Plankenfels                                            | Plankenfels                                               | Schloss                                                                                         | 13. Jahrhundert                                                                                           | Erhalten, Privatbesitz |                |
| Plassenberger Schloss                                          | Eckersdorf                                                | Schloss                                                                                         | | zweite Hälfte 18. Jahrhundert, größtenteils abgetragen und mit Wohnhaus überbaut                                                                      |                |
| Wehrkirche Plech (Sankt Susannae)                              | Plech                                                     | Wehrkirche                                                                                      | Spätmittelalterlich                                                                                       | Ringmauerreste erhalten |                |
| Burg Pottenstein                                               | Pottenstein                                               | Burg                                                                                            | zwischen 1057 und 1070                                                                                    | Teilweise erhalten, ab 1878 Privatbesitz, Museum für vor- und frühgeschichtliche Objekte                                                              |                |
| Burg Rabeneck                                                  | Waischenfeld-Rabeneck                                     | Höhenburg (Spornburg), ursprünglich Allod der Herren von Rabenstein                             | um 1250, nach mehrmaligen Kriegszerstörungen zuletzt 1719 teilweise wieder aufgebaut                      | Hauptburg weitenteils erhalten, Vorburg bis auf wenige Reste abgegangen, Räume der Burg können gemietet werden, außerdem Besichtigung möglich         |                |
| Burg Rabenstein                                                | Ahorntal-Rabenstein                                       | Burg                                                                                            | um 1175 bis 1200                                                                                          | Wesentliche Teile erhalten, heute Falknerei, Hotel und Gastronomie                                                                                    |                |
| Schloss Ramsenthal                                             | Bindlach-Ramsenthal                                       | Schloss                                                                                         | | |                |
| Schloss Reislas                                                | Kirchenpingarten-Reislas                                  | Schloss                                                                                         | | |                |
| Herrensitz Reizendorf                                          | Ahorntal-Reizendorf                                       | Herrensitz                                                                                      | | |                |
| Turmhügel Reizendorf                                           | Ahorntal-Reizendorf                                       | Motte                                                                                           | | |                |
| Burgruine Riegelstein                                          | Betzenstein-Riegelstein-„Schlossberg“                     | Höhenburg (Spornburg) der Herren von Türriegel, während des dreißigjährigen Krieges zerstört    | um 1200                                                                                                   | Burgruine, wenige Mauerreste erhalten, teilweise vom völligen Abgang bedroht                                                                          |                |
| Herrensitz Rosenhammer                                         | Weidenberg-Rosenhammer                                    | Herrensitz                                                                                      | | |                |
| Burgstall Rupprechtsteine (Burgstall auf den Rupprechtsteinen) | Hollfeld-Kainach-„Rupprechtsteine“                        | Höhenburg (Spornburg)                                                                           | Mittelalterlich                                                                                           | Abgegangen, Graben und Wallzug erhalten |                |
| Schloss Sachsendorf                                            | Aufseß-Sachsendorf                                        | Schloss                                                                                         | | |                |
| Burgstall Schlüsselberg                                        | Waischenfeld-Pulvermühle                                  | Burgstall                                                                                       | 1219 | 1347 zerstört, bis auf den Halsgraben abgegangen |                |
| Burgstall Schlossberg (Prebitz)                                | Prebitz-„Schlossberg“                                     | Burgstall                                                                                       | | |                |
| Burgstall Schlossgarten                                        | Glashütten                                                | Burgstall                                                                                       | | |                |
| Burgstall Schlosshügel (Burg Gurtstein?)                       | Weidenberg-Spohienthaler Forst-„Schlosshügel“             | Höhenburg (Spornburg)                                                                           | Mittelalterlich, möglicherweise handelt es sich hier um die seit 1412 genannte Burg Gurtstein             | Abgegangen, von der Hauptburg hat sich nur ein Ringgraben mit Außenwall und eine größere Grube erhalten, von der Vorburg ein Wallgraben               |                |
| Burgstall Schlosshügel (Obernsees)                             | Mistelgau-Obernsees                                       | Burgstall                                                                                       | | |                |
| Herrensitz Schlösslein                                         | Waischenfeld-Schlößlein                                   | Herrensitz                                                                                      | | |                |
| Schloss Schnabelwaid                                           | Schnabelwaid                                              | Schloss                                                                                         | | |                |
| Burgstall Altes Haus (Schönfeld)                               | Plankenfels-Schönfeld-„Mittelberg“                        | Burgstall                                                                                       | | |                |
| Schloss Schönfeld (Oberfranken)                                | Plankenfels-Schönfeld                                     | Schloss                                                                                         | | |                |
| Burgstall Schweinsberg                                         | Betzenstein-Spies-„Schweinsberg“                          | Burgstall                                                                                       | | |                |
| Burgstall Seelig                                               | Waischenfeld-Seelig                                       | Burgstall                                                                                       | | |                |
| Burgstall Seidwitz                                             | Creußen-Seidwitz                                          | Burgstall                                                                                       | | |                |
| Schloss Sophienberg                                            | Haag-Obernschreez                                         | Schloss                                                                                         | | |                |
| Burgstall Spies                                                | Betzenstein-Spies                                         | Burgstall                                                                                       | vor 1187                                                                                                  | 1553 zerstört, Burggraben mit Außenwall und zwei Mauerresten erhalten                                                                                 |                |
| Kirchenburg St. Marien                                         | Gesees                                                    | Wehrkirche                                                                                      | 1410 | 1430 zerstört, 1441 erneut geweiht. Turm 1583 neu errichtet.                                                                                          |                |
| Burg Stein                                                     | Gefrees-Stein                                             | Höhenburg (Spornburg) der Walpoten, später Eigentum des Hochstifts Bamberg                      | um 1000                                                                                                   | Außer dem in eine Kapelle umgewandelten Herrenhaus nur Mauerreste erhalten                                                                            |                |
| Burgruine Stierberg                                            | Betzenstein-Stierberg                                     | Burg                                                                                            | um 1200                                                                                                   | 1553 zerstört, im 19. und 20. Jahrhundert als Steinbruch benutzt. Mauerreste, Unterburgturm und Burghöhle teilweise erhalten.                         |                |
| Schloss Seybothenreuth                                         | Seybothenreuth                                            | Schloss                                                                                         | | |                |
| Altes Schloss (Streitau)                                       | Gefrees-Streitau                                          | Schloss                                                                                         | 14. Jahrhundert                                                                                           | 1902 einem Neubau (Schule) gewichen |                |
| Neues Schloss (Streitau)                                       | Gefrees-Streitau                                          | Schloss                                                                                         | vor 1500                                                                                                  | Einem neuen Pfarrhaus gewichen |                |
| Turmhügelburg Teinitz                                          | Weidenberg-Gossenreuth                                    | Motte                                                                                           | | |                |
| Schloss Theta                                                  | Bindlach-Theta                                            | Schloss                                                                                         | | |                |
| Schloss Tressau                                                | Kirchenpingarten-Tressau                                  | Schloss                                                                                         | | |                |
| Schloss Trockau                                                | Pegnitz-Trockau                                           | Schloss                                                                                         | zweite Hälfte 18. Jahrhundert                                                                             | Auf den Resten einer Burg aus dem 13. Jahrhundert errichtet. Privatbesitz                                                                             |                |
| Schloss Truppach                                               | Mistelgau-Truppach                                        | Schloss                                                                                         | | |                |
| Schloss Unteraufseß                                            | Aufseß                                                    | Schloss                                                                                         | 14. Jahrhundert                                                                                           | Erhalten, Privatbesitz. |                |
| Schloss Unternschreez                                          | Haag-Unternschreez                                        | Schloss                                                                                         | | |                |
| Burgstall Unterwiesentfels                                     | Hollfeld-Wiesentfels                                      | Burgstall                                                                                       | | |                |
| Burgstall Vogelsburg                                           | Waischenfeld-Löhlitz-Löhlitzer Wald                       | Burgstall                                                                                       | | |                |
| Burg Wadendorf                                                 | Plankenfels-Wadendorf                                     | Burg                                                                                            | 1453 | Wesentliche Teile erhalten, Privatbesitz. |                |
| Burg Waischenfeld                                              | Waischenfeld                                              | Burg                                                                                            | 1122 | 1553 niedergebrannt, Teile erhalten |                |
| Turmhügel Wallberg                                             | Gefrees-Streitau                                          | Motte                                                                                           | | |                |
| Burgstall Wartberg                                             | Pegnitz-Kosbrunn-„Warenberg“                              | Höhenburg (Spornburg) der edelfreien Familie von Wartberg, später im Besitz des Bistums Bamberg | 12. Jahrhundert, zwischen den Jahren 1149 und 1188 ist der Burgadel genannt, 1308 Ersterwähnt             | Abgegangen, nur der Halsgraben und wenige Grundmauerreste erhalten, dient heute als Aussichtsfelsen                                                   |                |
| Burg Wasserknoden                                              | Bad Berneck im Fichtelgebirge-Wasserknoden                | Burg                                                                                            | | |                |
| Burgstall Wasserkraut                                          | Creußen-Wasserkraut                                       | Burgstall                                                                                       | | |                |
| Altes Schloss (Weidenberg)                                     | Weidenberg                                                | Schloss                                                                                         | | |                |
| Oberes Schloss (Weidenberg)                                    | Weidenberg                                                | Schloss                                                                                         | | |                |
| Unteres Schloss (Weidenberg)                                   | Weidenberg                                                | Schloss                                                                                         | | |                |
| Schloss Weiher (Ahorntal)                                      | Ahorntal-Weiher                                           | Schloss                                                                                         | | |                |
| Schloss Weiher (Hollfeld)                                      | Hollfeld-Weiher                                           | Schloss                                                                                         | | |                |
| Burg Wiesentfels                                               | Hollfeld-Wiesentfels                                      | Burg                                                                                            | um 1333                                                                                                   | 1525 niedergebrannt und wieder aufgebaut. Bis 1938 Wohnsitz der Grafen von Giech. Vollständig erhalten, Privatbesitz                                  |                |
| Turmhügel Wiesentfels                                          | Hollfeld-Wiesentfels                                      | Motte                                                                                           | | |                |
| Turmhügel Witzleshofen                                         | Gefrees-Witzleshofen                                      | Motte                                                                                           | | |                |
| Turmhügel Wünschendorf                                         | Ahorntal-Wünschendorf                                     | Motte                                                                                           | | |                |
| Burgruine Wurzstein                                            | Warmensteinach-Zainhammer                                 | Burg                                                                                            | 11. Jahrhundert                                                                                           | Um 1690 zerstört, wenige Mauerreste erhalten. |                |
| Schloss Zeulenreuth                                            | Speichersdorf-Zeulenreuth                                 | Schloss                                                                                         | | |                |

### Landkreis Coburg
| Name                                                          | Ort                                      | Typ                            | Entstehungszeit         | Erhaltungszustand und heutige Nutzung | Bild |
| ------------------------------------------------------------- | ---------------------------------------- | ------------------------------ | ----------------------- | --- | ---- |
| Schloss Ahorn                                                 | Ahorn                                    | ehem. Burg, Schloss            | 11. Jahrhundert         | Die Reste der Burg wurden 1555 zum Schloss ausgebaut, bewohnt von der Familie der Freiherren von Erffa |      |
| Rittergut Birkenmoor                                          | Meeder-Birkenmoor                        | Rittergut                      | Mittelalterlich         | Erhalten |      |
| Schloss Birkig                                                | Neustadt bei Coburg-Birkig               | Schloss                        | 1572                    | Zunächst Rittergut derer von Birkig. Erneuerung um 1740 durch Georg Paul von Hendrich zu Ahorn. Nach 1745 unter Wilhelm Ernst von Speßhardt zu Mupperg mit Brauerei und Branntweinbrennerei, 1856–1881 mit Ziegelei. Danach Privatbesitz, Restaurierung ab etwa 1960. Schloss und Stall erhalten, landwirtschaftlicher Betrieb mit Alpakazucht          |      |
| Abschnittsbefestigung Buchberg                                | Lautertal-Tiefenlauter-„Buchberg“        | Abschnittsbefestigung          | Vorgeschichtlich        | Abgegangen |      |
| Turmhügel Burgrasen                                           | Neustadt bei Coburg-Plesten              | Motte                          |                         | |      |
| Schloss Finkenau                                              | Ahorn-Finkenau                           | Schloss                        | 15. Jahrhundert         | Zunächst Rittergut mit Mühle, ab 1828 Schloss; erhalten und bewohnt. |      |
| Turmhügel Friesendorf                                         | Ebersdorf bei Coburg-Friesendorf         | Niederungsburg (Turmhügelburg) | Mittelalterlich         | Abgegangen |      |
| Burgruine Fürth am Berg                                       | Neustadt bei Coburg-Fürth am Berg        | Burg                           | 1317                    | Ruine, Kellergewölbe erhalten |      |
| Schloss Geiersberg                                            | Seßlach                                  | Schloss                        | 17. Jahrhundert         | Wirtschaftsgebäude aus dem 18. Jahrhundert, heute gastronomisch genutzt |      |
| Turmhügel Gestungshausen                                      | Sonnefeld-Gestungshausen                 | Motte                          |                         | |      |
| Wasserburg Gemünda                                            | Seßlach-Gemünda in Oberfranken           | Burgstall                      | nach 1400               | abgegangen, verlandeter Wassergraben und quadratisches Plateau der Wasserburg noch im Wiesengelände sichtbar |      |
| Turmhügel Großgarnstadt                                       | Ebersdorf bei Coburg-Großgarnstadt       | Niederungsburg (Turmhügelburg) | Mittelalterlich         | Abgegangen |      |
| Turmhügelburg Großwalbur (Lage: 50° 19′ 50″ N, 10° 50′ 52″ O) | Meeder-Großwalbur                        | Niederungsburg (Turmhügelburg) | 11. bis 13. Jh.         | 2017 bei Luftbildprospektionen aufgenommene und 2019 gefundene hochmittelalterliche Motte aus ca. 11. bis 13. Jahrhundert. 2 Ringgräben, max. Durchmesser 60 m, mehrere Innenbauten über Luftbild und Gradiometer nachgewiesen. Vermutlich zum Schutz des ehemals befestigten Ortes und zur Kontrolle der fränkischen Straße. Abgegangen, Bodendenkmal. |      |
| Schloss Hassenberg                                            | Hassenberg                               | Schloss                        | 1689                    | 1859 Umbau zum Gefängnis, dabei verändert und vereinfacht. Im Ersten Weltkrieg Gefangenenlager. Aufwändige Pilastergliederung an der Nordfassade erhalten |      |
| Schloss Heilgersdorf                                          | Seßlach-Heilgersdorf                     | Schloss                        | 14. Jahrhundert         | Zunächst Burg, im 18. Jahrhundert zum Schloss ausgebaut. Gemeindebesitz |      |
| Burgstall im Heilgersdorfer Forst                             | Seßlach-Bischwind-„Heilgersdorfer Forst“ | Höhenburg (Hangburg, Ansitz)   | Hochmittelalterlich     | Abgegangen |      |
| Oberes Schloss (Heldritt)                                     | Bad Rodach-Heldritt                      | Schloss                        | 16./17. Jahrhundert     | Heutige Zweiflügelanlage aus den Jahren 1823 und 1934, Scheune 1838. |      |
| Unteres Schloss (Heldritt)                                    | Bad Rodach-Heldritt                      | ehem. Schloss                  |                         | 1871 abgerissen und als Gemeindehaus neu erbaut |      |
| Wasserburg Heldritt                                           | Bad Rodach-Heldritt                      | Burgstall                      | 13. Jahrhundert         | Zwischen Mühlgraben und Hahnbach, abgegangen |      |
| Schloss Hohenstein                                            | Ahorn-Hohenstein                         | Schloss                        | 1573                    | 1306 als Burg ersterwähnt, 1525 zerstört. 1573 als Schloss neu errichtet, 1759 grundlegend umgebaut und Park angelegt |      |
| Schloss Ketschenbach                                          | Neustadt bei Coburg-Ketschenbach         | Schloss                        | 1497                    | Zunächst Rittergut derer von Staffelstein. 1886 abgebrannt und als Schulgebäude neu errichtet, heute Wohnhaus. |      |
| Rittergut Kleinwalbur                                         | Meeder-Kleinwalbur                       | Rittergut                      | Frühneuzeitlich         | Erhalten |      |
| Schloss Lahm                                                  | Itzgrund-Lahm                            | Schloss                        | um 1710                 | Ensemble mit Barockschloss der Freiherren von Lichtenstein, erhalten |      |
| Lauterburg                                                    | Rödental-Oberwohlsbach                   | Burg, Schloss                  | um 1150                 | Zunächst Burg, um 1700 Neubau eines Schlosses auf alten Grundmauern. Im 19. Jahrhundert verfallen. Ruine mit Kellergewölben erhalten |      |
| Turmhügel Mährenhausen                                        | Bad Rodach-Mährenhausen                  | Niederungsburg (Turmhügelburg) | Mittelalterlich         | Abgegangen |      |
| Sternbergschloss Meeder                                       | Meeder                                   | Motte, Schloss                 | 11. Jahrhundert         | 1624 unter Einbeziehung des alten Wohnturms zum Schloss ausgebaut, Privatbesitz |      |
| Schloss Moggenbrunn                                           | Meeder-Moggenbrunn                       | Schloss                        | 14. Jahrhundert         | Im 16. Jahrhundert erweitert, Privatbesitz |      |
| Burgstall Neukirchen                                          | Lautertal-Neukirchen                     | Burgstall                      |                         | |      |
| Schloss Niederfüllbach                                        | Niederfüllbach                           | Schloss                        | 11. bis 12. Jahrhundert | Zunächst Klostergut, dann Rittersitz, im 16. Jahrhundert zum heutigen Schloss erweitert |      |
| Turmhügel Niederfüllbach                                      | Niederfüllbach                           | Motte                          |                         | |      |
| Turmhügel Oberfüllbach                                        | Ebersdorf bei Coburg-Oberfüllbach        | Motte                          |                         | |      |
| Turmhügel Obersiemau                                          | Untersiemau-Obersiemau                   | Niederungsburg (Turmhügelburg) | Mittelalterlich         | Abgegangen |      |
| Jagdschloss Bad Rodach                                        | Bad Rodach                               | Schloss                        | 1748                    | Fürstliches Jagdschloss. Heutige Nutzung als „Haus des Gastes“ und Heimatmuseum |      |
| Schloss Rosenau                                               | Rödental                                 | Schloss                        | 1439                    | 1817 Ausbau nach Plänen von Karl Friedrich Schinkel. 1819 Geburtsort von Prinz Albert, dem späteren Prinzgemahl der Königin Victoria von |      |
| Turmhügel Roßfeld                                             | Bad Rodach-Roßfeld                       | Niederungsburg (Turmhügelburg) | Mittelalterlich         | Abgegangen |      |
| Turmhügel Rudelsdorf                                          | Bad Rodach-Rudelsdorf                    | Motte                          |                         | |      |
| Schloss Schenkenau                                            | Itzgrund-Schenkenau                      | Schloss                        | 1286                    | Stammsitz der Familie von Rotenhan. 1525 bis auf das Erdgeschoss zerstört. Bis 1660 Wiederaufbau, bis 1955 Mühle. Heute Ferienwohnungen |      |
| Schloss Scherneck                                             | Untersiemau-Scherneck                    | Schloss                        | 1642                    | Zunächst Herrenhaus eines Ritterguts, 1710 baufällig und um 1775 durch einen Neubau ersetzt. Vollständig erhalten. |      |
| Turmhügel Schnackenburg                                       | Neustadt bei Coburg-Birkig               | Motte                          |                         | |      |
| Schloss Schönstädt                                            | Rödental-Schönstädt                      | Schloss                        | 1585                    | Vormals Wasserschloss. Erdgeschoss aus Steinquadern mittelalterlich. Fachwerkobergeschoss und doppelthohes Dachgeschoss 16. Jahrhundert, Anbau (Schuppen) neuzeitlich |      |
| Oberes Schloss Schottenstein                                  | Itzgrund-Schottenstein                   | Schloss, zuvor Turmhügelburg   | 1636                    | Ursprungsbau als Burggut um 1250 erbaut, 1634 zerstört. Oberer Teil als Schloss mit zwei Stockwerken wieder neu errichtet. 1891 Erhöhung um ein verbrettertes Obergeschoss. Bis 1958 in Besitz der Freiherren von Schottenstein, seither in derer Löffelholz von Colberg. Vollständig erhalten                                                          |      |
| Mittleres Schloss Schottenstein                               | Itzgrund-Schottenstein                   | Schloss                        | 16./17. Jahrhundert     | Erhalten |      |
| Unteres Schloss Schottenstein (Weißes Schloss)                | Itzgrund-Schottenstein                   | Schloss                        | Frühneuzeitlich         | Abgegangen, Mauerreste erhalten |      |
| Turmhügel Spanische Koppe                                     | Bad Rodach-„Spanische Koppe“             | Motte                          |                         | |      |
| Turmhügel Stöppach                                            | Untersiemau-Stöppach                     | Niederungsburg (Turmhügelburg) | Mittelalterlich         | Abgegangen |      |
| Schloss Tambach                                               | Weitramsdorf-Tambach                     | Schloss                        | Ende 17. Jahrhundert    | Dreiflügel-Anlage, Wohnsitz der Grafen zu Ortenburg. |      |
| Turmhügel Tiefenlauter                                        | Lautertal-Tiefenlauter                   | Niederungsburg (Turmhügelburg) | Mittelalterlich         | Abgegangen |      |
| Herrenhof Unterlauter                                         | Lautertal-Unterlauter                    | ehem. Rittersitz               | 11. Jahrhundert         | Teile des Ursprungsbaus sind im Neubau von 1758 erhalten |      |
| Oberes Schloss (Einberg)                                      | Rödental-Einberg                         | Schloss                        | Mittelalterlich         | Abgegangen |      |
| Oberes Schloss Untersiemau                                    | Untersiemau                              | Schloss                        | vor 1195                | erhalten, in Privatbesitz, unbewohnt und seit 1976 dem Verfall preisgegeben. Garten zugänglich |      |
| Wasserschloss Untersiemau                                     | Untersiemau                              | Wasserschloss                  | 13. Jahrhundert         | erhalten, Privatbesitz, in Sanierung begriffen, unbewohnt. Park nicht zugänglich |      |
| Schloss Waldsachsen                                           | Rödental-Waldsachsen                     | Rittergut, Schloss             | 14. Jahrhundert         | Das Schloss brannte 1822 ab, das Rittergut ist erhalten |      |
| Schloss Weißenbrunn                                           | Untersiemau-Weißenbrunn am Forst         | Schloss                        | 14. Jahrhundert         | Rittergut der Freiherren von Könitz. Mehrfach aus- und umgebaut, in einem Park gelegen, nicht zugänglich |      |
| Altes Schloss (Weißenbrunn vorm Wald)                         | Rödental-Weißenbrunn vorm Wald           | Rittergut                      | 13. Jahrhundert         | Mauerreste in der 1263 geweihten Burgkapelle, aus der 1508 die heutige Pfarrkirche entstand, im Turm erhalten mit der Datierung 1483 |      |
| Neues Schloss (Weißenbrunn vorm Wald)                         | Rödental-Weißenbrunn vorm Wald           | Schloss                        | 18. Jahrhundert         | Dreigeschossiger Mansardbau in einem Park gelegen. Freistaatsbesitz, nicht zugänglich |      |
| Schloss Wiesen                                                | Seßlach-Wiesen                           | Schloss                        | 14. Jahrhundert         | Heutiges Schloss im 16. Jahrhundert auf den Grundmauern der Vorgängerburg errichtet. Nebengebäude teilweise original erhalten, um 2000 grundlegend restauriert Privatbesitz, Logistikunternehmen |      |
| Rittergut Wiesenfeld                                          | Meeder-Wiesenfeld bei Coburg             | Gutshof                        | 13. Jahrhundert         | Im 17. Jahrhundert umgestaltet, Wohnsitz des Geheimen Rats Scheres-Zieritz. Heute Scheres-Zieritz-Stiftung unter Verwaltung der Coburger Landesstiftung |      |
| Oberes Schloss (Wildenheid)                                   | Neustadt bei Coburg-Wildenheid           | Schloss                        | um 1410                 | Erbaut von Hans von Kemmaten. 1890 abgebrannt und um 1900 von Bernhard Müller im Schweizerstil neu errichtet (“Hard’s Haus”). Privatbesitz |      |
| Unteres Schloss (Wildenheid)                                  | Neustadt bei Coburg-Wildenheid           | Schloss                        | 1551                    | Erbaut von Wilhelm von Schott, nach 1589 an Georg Truchseß von Henneberg. Erdgeschoss des Ursprungsbaus erhalten. Obergeschoss, verschiefertes Dachgeschoss und Dachreiter aus dem 18. Jahrhundert. Heute Schule |      |
| Schloss Ziegelsdorf                                           | Untersiemau-Ziegelsdorf                  | Schloss                        | 19. Jahrhundert         | Ursprungsbau 16. bis 17. Jahrhundert: nach 1850 neugotisch umgestaltet. Heute Restaurant, Trausaal der Gemeinde |      |

### Landkreis Forchheim
| Name                                                               | Ort                                                             | Typ                                                                                         | Entstehungszeit | Erhaltungszustand und heutige Nutzung | Bild                        |
| ------------------------------------------------------------------ | --------------------------------------------------------------- | ------------------------------------------------------------------------------------------- | --- | --- | --------------------------- |
| Abschnittsbefestigung Altenburg                                    | Heroldsbach-Flur „Altenburg“                                    | Abschnittsbefestigung                                                                       | Frühmittelalterlich | Abgegangen; doppelter Wallzug sowie ein Graben erhalten, Gelände durch Sandgruben gestört                                                                |                             |
| Burgstall Alter Schlossberg                                        | Ebermannstadt-Burggaillenreuth-„Schlossberg“                    | Höhenburg (Spornburg), zuvor Ringwall                                                       | Ringwall aus der Späthallstatt- und Frühlatènezeit, Burgstall mittelalterlich                                            | Abgegangen |                             |
| Burgstall Altes Schloss                                            | Egloffstein-Affalterthal-„Altschlossberg“                       | Höhenburg (Spornburg)                                                                       | Hochmittelalterlich | Abgegangen; Wall, Graben und ein kurzer Mauerrest erhalten                                                                                               | weitere Bilder              |
| Burgstall Altes Schloss                                            | Pretzfeld-Oberzaunsbach-„Zaunsbacher Berg“                      | Höhenburg (Spornburg)                                                                       | Mittelalterlich | Abgegangen; einziger erhaltener Rest ist ein natürlich entstandener, aber künstlich vertiefter Halsgraben                                                | weitere Bilder              |
| Ringwall Altes Schloss                                             | Eggolsheim-Drügendorf-„Schlossberg“                             | Ringwall                                                                                    | Frühmittelalterlich | Abgegangen, Ringwall mit teilweisem Außengraben erhalten                                                                                                 |                             |
| Burgruine Bärnfels                                                 | Obertrubach-Bärnfels                                            | Höhenburg (Spornburg)                                                                       | um 1330 | Burgruine; 1525 niedergebrannt, 1969 als Ruine gesichert und frei zugänglich                                                                             |                             |
| Burgstall Bieberbach                                               | Egloffstein-Bieberbach                                          | Höhenburg (Spornburg) der Herren von Dachstetten                                            | Vermutlich 13. Jahrhundert                                                                                               | Abgegangen, während des dreißigjährigen Krieges endgültig zerstört, keine erkennbaren Reste mehr auf dem Felsriff im Ort erhalten                        | Burgstall Bieberbach (1998) |
| Abschnittsbefestigung Borschl                                      | Ebermannstadt-Eschlipp-„Borschl“                                | Abschnittsbefestigung                                                                       | Mittelalterlich | Abgegangen |                             |
| Burgstall Breitensten                                              | Hetzles-„Hetzleser Berg“                                        | Höhenburg (Spornburg), zuvor Abschnittsbefestigung                                          | Abschnittsbefestigung frühmittelalterlich, während des Hochmittelalters erneut auf kleinerer Fläche bebaut               | Abgegangen, Wälle erhalten |                             |
| Abschnittsbefestigung Burggraf                                     | Gräfenberg-Thuisbrunn-„Burggraf“                                | Abschnittsbefestigung                                                                       | Vorgeschichtlich oder frühmittelalterlich                                                                                | Abgegangen, Wälle erhalten |                             |
| Burgstall Burgstein                                                | Leutenbach-Ortspitz-„Burgstein“                                 | Höhenburg (Spornburg)                                                                       | 11. Jahrhundert | Abgegangen; um 1200 verfallen. Halsgraben und wenige Mauerreste sichtbar                                                                                 | weitere Bilder              |
| Turmhügel Burk                                                     | Forchheim-Burk-Flur „Beim Schanzbach“                           | Niederungsburg (Turmhügelburg)                                                              | Mittelalterlich | Abgegangen |                             |
| Wehrkirche Burk (Heilig Dreikönig)                                 | Forchheim-Burk                                                  | Wehrkirche                                                                                  | 16. Jahrhundert | Erhalten |                             |
| Burgstall Dietrichstein                                            | Pretzfeld-Lützelsdorf-„Diederichstein“                          | Höhenburg (Spornburg)                                                                       | um 1050 | Abgegangen nach 1355, wenige konservierte Mauerreste erhalten.                                                                                           |                             |
| Burg Dietzhof                                                      | Leutenbach-Dietzhof                                             | Niederungsburg (Wasserburg)                                                                 | Hochmittelalterlich | Abgegangen |                             |
| Herrensitz Dormitz                                                 | Dormitz                                                         | Herrensitz                                                                                  | Neuzeitlich | Abgegangen |                             |
| Wehrkirche Dormitz (Unsre Liebe Frau)                              | Dormitz                                                         | Wehrkirche                                                                                  | 15. Jahrhundert | Teilweise erhalten |                             |
| Burgstall Dörnhof                                                  | Gräfenberg-Dörnhof                                              | Niederungsburg                                                                              | Mittelalterlich | Abgegangen |                             |
| Burgstall Ebermannstadt                                            | Ebermannstadt-Flur „Burgstall“                                  | Höhenburg (Turmhügelburg)                                                                   | Mittelalterlich | Abgegangen, nur Turmhügel und Wälle erhalten |                             |
| Wehrkirche Ebermannstadt (St. Nikolaus)                            | Ebermannstadt                                                   | Wehrkirche                                                                                  | | Kirchhofbefestigung nicht mehr erhalten |                             |
| Kirchenburg Effeltrich (St. Georg)                                 | Effeltrich                                                      | Wehrkirche                                                                                  | Ab 1460 befestigt | Erhalten |                             |
| Wehrkirche Eggolsheim (St. Martin)                                 | Eggolsheim                                                      | Wehrkirche                                                                                  | Spätmittelalterlich | Teilweise erhalten |                             |
| Ringwall Ehrenbürg                                                 | Wiesenthau-Schlaifhausen-„Ehrenbürg“                            | Ringwall                                                                                    | | Abgegangen, Wälle erhalten |                             |
| Schloss Ermreuth                                                   | Neunkirchen am Brand-Ermreuth                                   | Schloss                                                                                     | | |                             |
| Burg Egloffstein                                                   | Egloffstein                                                     | Höhenburg (Spornburg)                                                                       | um 1150 | Erhalten, in Privatbesitz | weitere Bilder              |
| Burg Forchheim                                                     | Forchheim                                                       | Stadtburg                                                                                   | 14. Jahrhundert | Erhalten, beherbergt das Schlossmuseum |                             |
| Burg Gaillenreuth                                                  | Ebermannstadt-Burggaillenreuth                                  | Höhenburg (Spornburg)                                                                       | 1122 | 1632 zerstört, teilweise wieder aufgebaut, Privatbesitz                                                                                                  |                             |
| Burg Gößweinstein                                                  | Gößweinstein                                                    | Höhenburg (Gipfelburg)                                                                      | vor 1076 | Wesentliche Teile erhalten, Privatbesitz | weitere Bilder              |
| Burg Gräfenberg (Steinhaus, Großhaus)                              | Gräfenberg                                                      | Niederungsburg                                                                              | 1172 erstmals erwähnt | Abgegangen, letzte Reste 1563 beseitigt |                             |
| Schloss Gräfenberg (Nürnberger Pflegschloss)                       | Gräfenberg                                                      | Schloss                                                                                     | 14. Jahrhundert | Erhalten |                             |
| Schloss Guttenburg                                                 | Gräfenberg-Guttenburg                                           | Schloss                                                                                     | 18. Jahrhundert | Erhalten |                             |
| Schloss Hagenbach                                                  | Pretzfeld-Hagenbach                                             | Schloss                                                                                     | | |                             |
| Schloss Hallerndorf                                                | Hallerndorf                                                     | Schloss                                                                                     | Spätmittelalterlich | Abgegangen |                             |
| Burgstall Hainburg (Burgstall Rüsselbach, Burgstall auf der Katze) | Igensdorf-„Küheberg“                                            | Höhenburg (Spornburg)                                                                       | Mittelalterlich | Abgegangen, Ringwall, Mauerrest und Gräben der sich über mehrere Ebenen erstreckenden Anlage erhalten                                                    |                             |
| Herrensitz Hammermühle                                             | Egloffstein-Hammermühle                                         | Hammerherrensitz                                                                            | Neuzeitlich | Abgegangen |                             |
| Ringwall Heidelberg                                                | Egloffstein-Äpfelbach-„Heidelberg“                              | Ringwall                                                                                    | Vor- und frühgeschichtlich, sowie frühmittelalterlich                                                                    | Abgegangen, Wälle erhalten |                             |
| Burgstall Heiliger Bühl                                            | Gößweinstein-Wölm-Kapellenruine „Heiliger Bühl“                 | Höhenburg (Spornburg)                                                                       | Mittelalterlich | Abgegangen |                             |
| Schloss Heroldsbach                                                | Heroldsbach                                                     | Schloss                                                                                     | 16. Jahrhundert | Erhalten |                             |
| Burgstall Hetzelsdorf                                              | Pretzfeld-Hetzelsdorf                                           | Niederungsburg im Ort, Ministerialensitz der Edelherren von Schlüsselberg                   | Ortsadel ist im Jahr 1287 erstmals genannt                                                                               | Abgegangen, Stelle heute überbaut |                             |
| Burg Hiltpoltstein (Altes Schloss)                                 | Hiltpoltstein                                                   | Höhenburg (Gipfelburg)                                                                      | Erste Hälfte 11. Jahrhundert                                                                                             | 1553 zerstört, 1559 wieder aufgebaut. Größtenteils erhalten, seit 1966 Privatbesitz                                                                      | weitere Bilder              |
| Neues Schloss (Hiltpoltstein)                                      | Hiltpoltstein                                                   | Schloss                                                                                     | | Erhalten |                             |
| Abschnittsbefestigung Hunnenburg                                   | Ebermannstadt-Gasseldorf-„Hummerstein“                          | Abschnittsbefestigung                                                                       | Ursprünglich vorgeschichtliche Höhensiedlung, die Abschnittsbefestigung entstand vermutlich während des Frühmittelalters | Abgegangen, nur zwei Abschnittswälle ohne Gräben erhalten                                                                                                |                             |
| Schloss Hundshaupten                                               | Egloffstein-Hundshaupten                                        | Schloss, zuvor Höhenburg                                                                    | 1369 | 1525 zerstört, 1561 wieder aufgebaut. Privatbesitz, ein Teil seit 1991 im Besitz des Landkreises                                                         |                             |
| Schloss Jägersburg                                                 | Eggolsheim-Bammersdorf                                          | Schloss                                                                                     | | Erhalten |                             |
| Burgstall bei Kappel                                               | Hiltpoltstein-Kappel                                            | Höhenburg                                                                                   | Hoch- und Spätmittelalterlich                                                                                            | Abgegangen |                             |
| Turmhügel Kersbach                                                 | Forchheim-Kersbach, im Bereich Pfarrgartenstraße 1              | Niederungsburg (Turmhügelburg)                                                              | Mittelalterlich | Abgegangen |                             |
| Wehrkirche Kersbach (St. Johannes Baptist und St. Ottilie)         | Forchheim-Kersbach                                              | Wehrkirche                                                                                  | Spätmittelalterlich | Befestigung teilweise erhalten |                             |
| Wehrkirche Kirchrüsselbach (St. Jakobus)                           | Igensdorf-Rüsselbach-Kirchrüsselbach                            | Wehrkirche                                                                                  | 16. Jahrhundert | Kirchhofbefestigung erhalten |                             |
| Burg Kohlstein                                                     | Gößweinstein-Kohlstein                                          | Höhenburg (Spornburg)                                                                       | 1486 | Erhalten, bis auf die Schlosskapelle in Privatbesitz |                             |
| Schloss Kunreuth                                                   | Kunreuth                                                        | Schloss                                                                                     | 1109 | Erhalten; 1525 und nach Wiederaufbau 1553 erneut zerstört. 1558 als Wasserschloss wieder aufgebaut. In Besitz der Herren von Egloffstein, Familienarchiv |                             |
| Wehrkirche Langensendelbach (St. Peter und Paul)                   | Langensendelbach                                                | Wehrkirche                                                                                  | Neuzeitlich | Kirchhofbefestigung erhalten |                             |
| Abschnittsbefestigung Lehmberg                                     | Kunreuth-Weingarts-„Lehmberg“                                   | Abschnittsbefestigung                                                                       | Vor- und frühgeschichtlich                                                                                               | Abgegangen |                             |
| Burgstall Leutenbach                                               | Leutenbach-St. Moritz                                           | Höhenburg (Spornburg)                                                                       | Mittelalterlich | Abgegangen |                             |
| Ringwall Lindelberg                                                | Neunkirchen am Brand-Rödlas-„Lindelberg“                        | Ringwall                                                                                    | Vorgeschichtlich | Abgegangen, Wälle erhalten |                             |
| Burgstall Lindelburg                                               | Neunkirchen am Brand-Rödlas-„Lindelberg“                        | Frühmittelalterlicher Ringwall, in den größeren Ringwall Lindelberg eingebaut               | Frühmittelalterlich | Abgegangen |                             |
| Burgstall Moschendorf                                              | Gößweinstein-Moschendorf                                        | Höhenburg (Spornburg)                                                                       | Mittelalterlich | Abgegangen |                             |
| Burgruine Neideck                                                  | Wiesenttal-Streitberg-„Schlossberg“                             | Höhenburg (Spornburg)                                                                       | um 1050 | Ruine seit 1553. Gesichert ab 1996, seit 2006 Archäologischer Park im Burgbereich                                                                        | weitere Bilder              |
| Abschnittsbefestigung Neusles                                      | Gräfenberg-Neusles-Waldabteilung „Klinge“                       | Abschnittsbefestigung                                                                       | Vermutlich frühmittelalterlich                                                                                           | Abgegangen, nur ein Abschnittswall erhalten |                             |
| Burgstall Niederfellendorf                                         | Wiesenttal-Niederfellendorf, im Bereich des heutigen Friedhofes | Höhenburg (Spornburg)                                                                       | Mittelalterlich | Abgegangen |                             |
| Turmhügel Niedermirsberg                                           | Ebermannstadt-Niedermirsberg-Flur „Buchholz“                    | Höhenburg (Turmhügelburg)                                                                   | Mittelalterlich | Abgegangen |                             |
| Burgstall Obertrubach                                              | Obertrubach                                                     | Höhenburg (Spornburg)                                                                       | Hochmittelalterlich | Abgegangen, nur noch wenige Spuren der früheren Burg erhalten                                                                                            |                             |
| Burgstall Oberweilersbach                                          | Weilersbach-Oberweilersbach                                     | Niederungsburg                                                                              | Mittelalterlich | Abgegangen |                             |
| Wehrkirche Pautzfeld (Mariae Himmelfahrt)                          | Hallerndorf-Pautzfeld                                           | Wehrkirche                                                                                  | Spätmittelalterlich | Befestigung erhalten |                             |
| Wehrkirche Pinzberg (St. Nikolaus)                                 | Pinzberg                                                        | Wehrkirche                                                                                  | Zweite Hälfte 15. Jahrhundert                                                                                            | Befestigung und Torturm erhalten |                             |
| Schloss Pretzfeld                                                  | Pretzfeld                                                       | Schloss                                                                                     | Vermutlich spätmittelalterlich                                                                                           | Erhalten |                             |
| Wehrkirche Pretzfeld (St. Kilian)                                  | Pretzfeld                                                       | Wehrkirche                                                                                  | Die Kirche wurde während des 15. Jahrhunderts befestigt                                                                  | Kirchhofummauerung erhalten |                             |
| Burgruine Regensberg                                               | Kunreuth-Regensberg                                             | Höhenburg (Spornburg)                                                                       | 12. Jahrhundert | Abgegangen; 1632 und 1639 schwer beschädigt, bauliche Reste 1867 abgerissen. Burgkapelle aus 1376 erhalten                                               |                             |
| Burgstall Reifenberg                                               | Weilersbach-Reifenberg-Vexierkapelle                            | Höhenburg (Spornburg)                                                                       | Mittelalterlich | Abgegangen |                             |
| Abschnittsbefestigung Reisberg                                     | Pretzfeld-„Reisberg“, beim Dreiländereck                        | Abschnittsbefestigung                                                                       | Frühmittelalterlich | Abgegangen |                             |
| Burgstall Retterner Kanzel                                         | Eggolsheim-Rettern-„Retterner Kanzel“                           | Höhenburg (Spornburg)                                                                       | Mittelalterlich | Abgegangen |                             |
| Burg Reuth                                                         | Forchheim-Reuth                                                 | Niederungsburg                                                                              | Hochmittelalterlich, Burgadel wurde 1172 erstmals erwähnt                                                                | Abgegangen, keine Reste mehr erhalten |                             |
| Burg Rothenbühl                                                    | Ebermannstadt-Rothenbühl                                        | Höhenburg (Hangburg)                                                                        | Hochmittelalterlich | Abgegangen, keine Reste mahr erhalten |                             |
| Turmhügel Rüssenbach                                               | Ebermannstadt-Rüssenbach                                        | Niederungsburg (Turmhügelburg)                                                              | Mittelalterlich | Abgegangen |                             |
| Burgstall Sattelmannsburg (Stadtmers Bürg)                         | Gößweinstein-Sattelmannsburg-„Hetzelfels“                       | Höhenburg (Spornburg)                                                                       | Mittelalterlich | Abgegangen |                             |
| Schloss Schellenberg                                               | Kleinsendelbach-Schellenberg                                    | Schloss                                                                                     | 14. Jahrhundert | Im 17. und 19. Jahrhundert erweitert, vollständig erhalten. Seit 1993 Nutzung als Geschäftsräume                                                         |                             |
| Ringwall Schießberg                                                | Eggolsheim-Unterstürmig-„Schießberg“                            | Ringwall                                                                                    | Frühmittelalterlich | Abgegangen, Wälle erhalten |                             |
| Burgstall Schlossberg (Heidenstein)                                | Gräfenberg-Haidhof-„Haidhofer Schlossberg“                      | Höhenburg (Spornburg)                                                                       | Zweite Hälfte des 12. Jahrhunderts                                                                                       | Abgegangen, wenige Mauerreste und zwei Gräben erhalten                                                                                                   |                             |
| Burgstall Schlüsselstein                                           | Ebermannstadt                                                   | Höhenburg (Spornburg)                                                                       | Zweite Hälfte 12. Jahrhundert                                                                                            | Vor 1349 abgegangen. Mauerreste im Bereich des äußeren Halsgrabens teilweise erhalten                                                                    |                             |
| Herrensitz Steinhaus (Dormitz)                                     | Dormitz                                                         | Herrensitz, zuvor möglicherweise Ministerialenburg                                          | Neuzeitlich | Abgegangen |                             |
| Burgruine Streitberg                                               | Wiesenttal-Streitberg                                           | Höhenburg (Spornburg)                                                                       | vor 1120 | 1553 erobert und zerstört, gesicherte Reste erhalten | weitere Bilder              |
| Burg Thuisbrunn                                                    | Gräfenberg-Thuisbrunn                                           | Höhenburg (Gipfelburg)                                                                      | vor 1348 | Ruine; nach Zerstörungen 1460 und 1553 teilweise wieder aufgebaut, Burgfried und Amtshaus erhalten                                                       | weitere Bilder              |
| Burgstall Thüngfelderstein (Burg Eberhardstein)                    | Gößweinstein-Morschreuth                                        | Höhenburg (Turmburg)                                                                        | Vermutlich 12. Jahrhundert                                                                                               | Abgegangen, nur ein Graben erhalten |                             |
| Schloss Thurn                                                      | Heroldsbach-Thurn                                               | Schloss                                                                                     | 1422 | 1737 zum Barockschloss umgebaut. Privatbesitz, der Schlosspark ist als Erlebnispark zugänglich                                                           |                             |
| Abschnittsbefestigung Tiefenstürmig                                | Eggolsheim-Tiefenstürmig-Flur „Heiligkreuzholz“                 | Abschnittsbefestigung                                                                       | Vermutlich vorgeschichtlich                                                                                              | Abgegangen |                             |
| Burgstall Unterailsfeld                                            | Gößweinstein-Unterailsfeld                                      | Niederungsburg                                                                              | Spätmittelalterlich | Abgegangen |                             |
| Burg Unterleinleiter                                               | Unterleinleiter                                                 | Niederungsburg, möglicherweise Turmhügelburg                                                | Mittelalterlich | Abgegangen |                             |
| Schloss Unterleinleiter                                            | Unterleinleiter                                                 | Schloss                                                                                     | 1372 | 1523 durch den Bauernkrieg, nach Wiederaufbau 1690 abgebrannt und erneut aufgebaut. Ab 1952 bis 1985 heilpädagogisches Kinderheim, danach Privatbesitz   |                             |
| Burgstall Vestenberg                                               | Wiesenttal-Wüstenstein                                          | Höhenburg (Spornburg)                                                                       | Hochmittelalterlich | Vor 1536 abgegangen. Wall und ehemalige Außenmauer teilweise erhalten                                                                                    | weitere Bilder              |
| Herrensitz Walkersbrunn                                            | Gräfenberg-Walkersbrunn, Walkersbrunn 23                        | Herrensitz                                                                                  | Neuzeitlich | Abgegangen |                             |
| Herrensitz Wannbach                                                | Pretzfeld-Wannbach                                              | Herrensitz, vorher Niederungsburg (Wasserburg), bambergisch-bischöflicher Ministerialensitz | Ortsadel ist seit dem Jahr 1124 genannt, Herrensitz bis 1558 erbaut                                                      | Erhalten, Burg im Bauernkrieg und im Zweiten Markgrafenkrieg zerstört, anschließend als Herrensitz neu errichtet, heute in Privatbesitz                  |                             |
| Burgstall Wartleiten                                               | Wiesenttal-Streitberg-„Wartleitenberg“                          | Höhenburg (Spornburg)                                                                       | Mittelalterlich | Abgegangen |                             |
| Burgstall Wichsenstein                                             | Gößweinstein-Wichsenstein                                       | Höhenburg (Gipfelburg)                                                                      | um 1100 | Abgegangen; Mitte des 16. Jahrhunderts nur noch als Ruine vorhanden, heute Aussichtsfelsen ohne Burgrelikte                                              |                             |
| Schloss Wiesenthau                                                 | Wiesenthau                                                      | Schloss                                                                                     | 1379 | Nach Zerstörung 1525 Wiederaufbau 1566. Vollständig erhalten, als Gasthof und Hotel genutzt                                                              |                             |
| Wehrkirche Willersdorf (St. Bartholomäus)                          | Hallerndorf-Willersdorf                                         | Wehrkirche                                                                                  | Spätmittelalterlich | Befestigung erhalten |                             |
| Burgruine Wolfsberg                                                | Obertrubach-Wolfsberg                                           | Höhenburg (Spornburg)                                                                       | um 1150 | Ruine; 1388 und 1525 jeweils zerstört und wieder aufgebaut. 1609 unbewohnbar. Ab 1823 Nutzung als Steinbruch, gesicherte Grundmauern erhalten            | weitere Bilder              |
| Turmhügel Wöhr                                                     | Wiesenttal-Wöhr                                                 | Niederungsburg (Turmhügelburg)                                                              | Hochmittelalterlich | Abgegangen; keine Reste mehr sichtbar, Stelle heute Wiesengelände                                                                                        |                             |
| Wolfsberger Schloss (Gräfenberg)                                   | Gräfenberg                                                      | Schloss                                                                                     | nach 1567 | Erhalten |                             |
| Burgruine Wolkenstein                                              | Ebermannstadt-Wolkenstein                                       | Höhenburg (Spornburg)                                                                       | 15. Jahrhundert | Abgegangen wahrscheinlich bereits vor 1525, wenige Mauerreste erhalten                                                                                   |                             |
| Schloss Wüstenstein                                                | Wiesenttal-Wüstenstein                                          | Schloss, zuvor Höhenburg                                                                    | Mittelalterlich | Höhenburg abgegangen, Schloss erhalten |                             |

### Landkreis Hof
| Name                                       | Ort                                                        | Typ                                                                             | Entstehungszeit                                           | Erhaltungszustand und heutige Nutzung | Bild |
| ------------------------------------------ | ---------------------------------------------------------- | ------------------------------------------------------------------------------- | --------------------------------------------------------- | --- | ---- |
| Burgstall Altes Schloss (Brunnenthal)      | Köditz-Brunnenthal-„Altes Schloss“                         | Höhenburg (Spornburg)                                                           | Mittelalterlich                                           | Abgegangen |      |
| Turmhügel Altes Schloss (Helmbrechts)      | Helmbrechts-Almbranz, 1230 Meter westlich des Ortes        | Niederungsburg, Turmhügelburg                                                   | Mittelalterlich                                           | Abgegangen, Turmhügel teilweise verebnet |      |
| Turmhügel Altes Schloss (Stobersreuth)     | Schwarzenbach an der Saale-Stobersreuth                    | Niederungsburg (Turmhügelburg)                                                  | Mittelalterlich                                           | Abgegangen |      |
| Burgstall Am Rothen Berg                   | Leupoldsgrün-Lipperts-„Rotenberg“                          | Höhenburg (Spornburg)                                                           | Mittelalterlich                                           | Abgegangen |      |
| Burgstall Am Weidenstein                   | Bad Steben-Thierbach-„Mühlberg“                            | Höhenburg (Spornburg)                                                           | Mittelalterlich                                           | Abgegangen |      |
| Turmhügel Autengrün                        | Oberkotzau-Autengrün                                       | Niederungsburg (Wasserburg, Turmhügelburg)                                      | Mittelalterlich                                           | Abgegangen, quadratischer Burghügel in Wassergraben erhalten |      |
| Wehrkirche Bad Steben (St. Walburga)       | Bad Steben                                                 | Wehrkirche                                                                      | 13. oder 14. Jahrhundert                                  | Teilweise erhalten, Langhaus 1910 abgebrochen |      |
| Wehrkirche Berg (St. Jakobus)              | Berg                                                       | Wehrkirche                                                                      | 14./15. Jahrhundert                                       | Kirchhofbefestigung teilweise erhalten |      |
| Burgstall Bernstein                        | Schwarzenbach am Wald-Bernstein am Wald-„Burgstadel“       | Höhenburg (Spornburg)                                                           | Mittelalterlich                                           | Abgegangen, nur ein Grabenrest erhalten |      |
| Burgstall Blankeneck                       | Issigau-Kemlas-„Blankeneck“                                | Höhenburg (Spornburg)                                                           | Mittelalterlich                                           | Abgegangen, hufeisenförmiger Wallgraben sowie ein weiter Wallgraben erhalten |      |
| Schloss Brandstein                         | Berg-Brandstein                                            | Schloss, zuvor Burg Braunstein                                                  | Burg mittelalterlich, Schloss um 1800 errichtet           | Erhalten |      |
| Burgruine Braunstein                       | Berg-Brandstein                                            | Burg                                                                            | Mittelalterlich                                           | Abgegangen, zum Schloss umgebaut |      |
| Burgstall Brunnenthal                      | Köditz-Brunnenthal, 1100 Meter nordnordwestlich des Ortes  | Höhenburg (Ebenerdiger Ansitz)                                                  | Mittelalterlich                                           | Abgegangen |      |
| Rittergut Bug                              | Weißdorf-Bug                                               | Herrensitz                                                                      | 12. oder 13. Jahrhundert                                  | Aus einer Turmhügelanlage entstandenes Rittergut (14. Jahrhundert), nach mehreren Zerstörungen im 18. Jahrhundert schlossähnlich wieder aufgebaut, seit 1998 Schäferei                    |      |
| Burgstall Bug                              | Weißdorf-Bug                                               | Niederungsburg                                                                  | Mittelalterlich                                           | Abgegangen |      |
| Schloss Bug                                | Berg-Bug                                                   | Schloss, zuvor Wasserburg                                                       | Burg mittelalterlich, Schloss aus dem 16./17. Jahrhundert | Erhalten |      |
| Burg Dobeneck                              | Rehau-Dobeneck                                             | Niederungsburg (Turmhügelburg), Stammsitz der Herren von Dobeneck               | 869 erstmals erwähnt                                      | Abgegangen |      |
| Schloss Döhlau                             | Döhlau                                                     | Schloss                                                                         | 1702                                                      | Ehemaliger Rittersitz, nach einem Brand 1702 als Schloss wieder aufgebaut, Privatbesitz                                                                                                   |      |
| Schloss Dorschenhammer                     | Schauenstein-Dorschenhammer                                | Hammerschloss                                                                   | 17./18. Jahrhundert                                       | Erhalten |      |
| Burgstall Feilitzsch                       | Feilitzsch                                                 | Niederungsburg                                                                  | Mittelalterlich                                           | Abgegangen |      |
| Schloss Feilitzsch                         | Feilitzsch                                                 | Schloss                                                                         | 1742                                                      | Erhalten |      |
| Rittersitz Feilitzsch (Schlössle)          | Feilitzsch                                                 | Schloss                                                                         | 17./18. Jahrhundert                                       | Erhalten, heute ein Gasthaus |      |
| Freilitzsch'sches Schloss (Oberes Schloss) | Töpen                                                      | Schloss                                                                         | 16. Jahrhundert                                           | Seit 1990 Wohnhaus. |      |
| Ringwallanlage Förbau                      | Schwarzenbach an der Saale-Förbau-„Haidberg“               | Höhenburg (Spornlage)                                                           | Mittelalterlich                                           | Abgegangen, Geländespuren sichtbar |      |
| Rittergut Förbau                           | Schwarzenbach an der Saale-Förbau                          | Niederungsburg (Wasserburg)                                                     | Mittelalterlich                                           | Abgegangen |      |
| Herrensitz Froschgrün                      | Naila-Naila-Froschgrün                                     | Herrensitz                                                                      | Frühneuzeitlich                                           | Abgegangen, Park erhalten |      |
| Burg Gattendorf                            | Gattendorf-Schloßgattendorf                                | Höhenburg (Spornburg)                                                           | 13./14. Jahrhundert                                       | Ruine, Burghof, Reste einer Warte und Burggraben erhalten |      |
| Schloss Gattendorf                         | Gattendorf-Schloßgattendorf                                | Schloss                                                                         | 1702/02                                                   | Erhalten |      |
| Wehrkirche Geroldsgrün (St. Jakobus)       | Geroldsgrün                                                | Wehrkirche                                                                      | Neuzeitlich                                               | Kirchhofbefestigung mit drei Rundtürmen teilweise erhalten |      |
| Schloss Gottsmannsgrün                     | Berg-Gottsmannsgrün                                        | Schloss                                                                         | 17. Jahrhundert                                           | Erhalten, Brauerei Privatbesitz. |      |
| Schloss Gumpertsreuth                      | Gattendorf-Gumpertsreuth                                   | Schloss                                                                         | Mittelalterlich, 17./18. Jahrhundert ausgebaut            | Erhalten |      |
| Burgstall Haideck                          | Oberkotzau-Haideck-„Haidleite“                             | Höhenburg (Spornburg)                                                           | Mittelalterlich                                           | Abgegangen, 1421 bereits als Wüstung erwähnt. Spuren von Wall und Graben sichtbar |      |
| Schloss Hallerstein                        | Schwarzenbach an der Saale-Hallerstein                     | Schloss                                                                         | 15. Jahrhundert                                           | Ruine |      |
| Turmhügel Hartungs                         | Leupoldsgrün-Hartungs                                      | Niederungsburg (Turmhügelburg)                                                  | Mittelalterlich                                           | Abgegangen |      |
| Turmhügel Hinterer Buberg                  | Weißdorf-Bug-„Bugberg“                                     | Höhenburg (Turmhügelburg)                                                       | Mittelalterlich                                           | Abgegangen |      |
| Burgruine Hirschstein                      | Schwarzenbach an der Saale                                 | Höhenburg (Spornburg)                                                           | vor 13. Jahrhundert                                       | Mitte des 14. Jahrhunderts zerstört, Mauerreste erhalten |      |
| Turmhügel Hofstatt                         | Zell im Fichtelgebirge-Grossenau                           | Niederungsburg (Turmhügelburg)                                                  | Mittelalterlich                                           | Abgegangen |      |
| Schloss Hohenberg                          | Regnitzlosau-Hohenberg                                     | Schloss                                                                         | Mittelalterlich/neuzeitlich                               | Abgegangen, 1958 abgebrannt |      |
| Burgstall Hohenrod                         | Gemeindefreies Gebiet Geroldsgrüner Forst-„Schlossberg“    | Höhenburg (Spornburg)                                                           | Zweite Hälfte des 12. Jahrhunderts                        | Abgegangen, Halsgraben und doppelter Ringwall um die Hauptburg erhalten |      |
| Rittersitz Isaar                           | Töpen-Isaar                                                | Herrensitz                                                                      | Mittelalterlich                                           | Wirtschaftshof erhalten |      |
| Schloss Issigau                            | Issigau                                                    | Schloss                                                                         | 16. Jahrhundert                                           | Erhalten |      |
| Rittergut Joditz                           | Köditz-Joditz                                              | Herrensitz                                                                      | 1534                                                      | Erhalten |      |
| Turmhügel Köditz                           | Köditz-„Mühlhügel“                                         | Höhenburg (Turmhügelburg)                                                       | Mittelalterlich                                           | Abgegangen |      |
| Schloss Köditz                             | Köditz                                                     | Schloss                                                                         | Spätmittelalterlich                                       | Erhalten |      |
| Wehrkirche Köditz                          | Köditz                                                     | Wehrkirche                                                                      | Spätmittelalterlich                                       | Erhalten |      |
| Schloss Konradsreuth                       | Konradsreuth                                               | Schloss (Wasserschloss) mit Schlosspark, darin die Spuren einer Turmhügelanlage | Vermutlich 13. Jahrhundert                                | Erhalten, in Privatbesitz |      |
| Burg Lichtenberg                           | Lichtenberg                                                | Höhenburg (Spornburg)                                                           | 12. Jahrhundert                                           | 1682 durch Brand zerstört. Als Ruine erhalten, Bergfried rekonstruiert |      |
| Schloss Lippertsgrün                       | Naila-Lippertsgrün                                         | Schloss                                                                         | Frühneuzeitlich                                           | Erhalten |      |
| Löwelsches Gut                             | Naila-Marxgrün                                             | Hammerschloss                                                                   | 17./18. Jahrhundert                                       | Erhalten |      |
| Turmhügel Marlesreuth                      | Naila-Marlesreuth                                          | Niederungsburg (Turmhügelburg)                                                  | Mittelalterlich                                           | Abgegangen |      |
| Herrensitz Moos                            | Berg-Moos                                                  | Herrensitz                                                                      | 17./18. Jahrhundert                                       | Erhalten |      |
| Turmhügel Mechlenreuth                     | Münchberg-Mechlenreuth                                     | Niederungsburg (Turmhügelburg)                                                  | Mittelalterlich                                           | Abgegangen |      |
| Turmhügel Münchberg                        | Münchberg                                                  | Niederungsburg (Turmhügelburg)                                                  | Mittelalterlich                                           | Abgegangen |      |
| Turmhügel Münchenreuth                     | Feilitzsch-Münchenreuth                                    | Niederungsburg (Turmhügelburg)                                                  | Mittelalterlich                                           | Abgegangen, Turmhügel verebnet |      |
| Turmhügel Mussen                           | Münchberg-Mussen                                           | Niederungsburg (Turmhügelburg)                                                  | Mittelalterlich                                           | Abgegangen, Turmhügel teilweise überbaut |      |
| Turmhügel Naila                            | Naila                                                      | Niederungsburg (Turmhügelburg)                                                  | Mittelalterlich                                           | Abgegangen |      |
| Turmhügel Nentschau                        | Regnitzlosau-Nentschau                                     | Niederungsburg (Turmhügelburg)                                                  | Mittelalterlich                                           | Abgegangen, runder Turmhügel erhalten |      |
| Rittergut Nestelreuth                      | Naila-Nestelreuth                                          | Herrensitz                                                                      | 18. Jahrhundert                                           | Erhalten |      |
| Schloss Neuhaus                            | Selbitz-Neuhaus                                            | Schloss                                                                         | 15. Jahrhundert                                           | Erhalten |      |
| Schloss Niedernberg                        | Regnitzlosau                                               | Schloss                                                                         | Neuzeitlich                                               | Erhalten |      |
| Schloss Oberkotzau                         | Oberkotzau                                                 | Schloss                                                                         | vor 16. Jahrhundert                                       | Im 16. Jahrhundert zerstört, im 18. Jahrhundert als Barockschloss wieder aufgebaut, 1852 ausgebrannt und wieder errichtet. Heute teilweise Privatbesitz, teilweise Wohnheim der Diakonie. |      |
| Schloss Oberschwarzenstein                 | Schwarzenbach am Wald-Schwarzenstein                       | Schloss, zuvor Höhenburg                                                        | Burg mittelalterlich, Schloss von 1795                    | Erhalten, dient heute als Wohnhaus |      |
| Burgstall Osseck                           | Regnitzlosau-Osseck am Wald-„Stinkbühl“                    | Höhenburg (Spornburg)                                                           | Mittelalterlich                                           | Abgegangen |      |
| Ostburg                                    | Zell im Fichtelgebirge-Sparnecker Forst-„Großer Waldstein“ | Höhenburg (Gipfelburg)                                                          | 12. Jahrhundert                                           | Im 14. Jahrhundert verlassen und als Steinbruch genutzt, zahlreiche Reste als Ruine erhalten                                                                                              |      |
| Burgstall Raitschin                        | Regnitzlosau-Raitschin                                     | Höhenburg (Spornburg)                                                           | Mittelalterlich                                           | Abgegangen |      |
| Burgstall Rehau                            | Rehau                                                      | Niederungsburg                                                                  | 13. Jahrhundert                                           | Abgegangen |      |
| Schloss Regnitzlosau                       | Regnitzlosau                                               | Schloss                                                                         | Frühneuzeitlich                                           | Abgegangen |      |
| Turmhügel Regnitzlosau                     | Regnitzlosau                                               | Niederungsburg (Turmhügelburg)                                                  | Mittelalterlich                                           | Abgegangen, Turmhügel durch Straßenbau weitestgehend zerstört |      |
| Turmhügel Regnitzlosau II                  | Regnitzlosau                                               | Niederungsburg (Turmhügelburg)                                                  | Mittelalterlich                                           | Abgegangen |      |
| Burgstall Reitzenstein                     | Issigau-Reitzenstein                                       | Höhenburg (Spornburg)                                                           | Mittelalterlich                                           | Abgegangen |      |
| Schloss Reitzenstein                       | Issigau-Reitzenstein                                       | Schloss, zuvor Höhenburg                                                        | 1740–1765                                                 | Erhalten |      |
| Turmhügel Reuthlas                         | Konradsreuth-Reuthlas                                      | Niederungsburg (Turmhügelburg)                                                  | Mittelalterlich                                           | Abgegangen, Turmhügel verebnet |      |
| Burgstall Rodeck                           | Schwarzenbach am Wald-Rodecker Forst-Ost-„Schlossberg“     | Höhenburg (Spornburg)                                                           | Mittelalterlich                                           | Abgegangen |      |
| Burgstall Rodesgrün                        | Selbitz-Rodesgrün, bei Höhenpunkt 604,8                    | Höhenburg (Spornburg)                                                           | Mittelalterlich                                           | Abgegangen |      |
| Turmhügel Rodesgrün                        | Selbitz-Rodesgrün, 450 Meter östlich der Ortsmitte         | Niederungsburg (Turmhügelburg)                                                  | Mittelalterlich                                           | Abgegangen |      |
| Schloss Rudolphstein                       | Berg-Rudolphstein                                          | Schloss                                                                         | 15. Jahrhundert, mittelalterliche Vorgängerbauten         | Erhalten, beherbergt heute ein Hotel |      |
| Burgstall Saalenstein                      | Köditz-Saalenstein                                         | Höhenburg (Spornburg)                                                           | Mittelalterlich                                           | Abgegangen |      |
| Burgstall Schartenmauer                    | Köditz-Scharten                                            | Niederungsburg                                                                  | Mittelalterlich                                           | Abgegangen, Mauerreste erhalten |      |
| Schloss Schauenstein                       | Schauenstein                                               | Schloss                                                                         | um 1230                                                   | Erhalten, beherbergt heute ein Feuerwehr- und Heimatmuseum |      |
| Burggut Schlegel                           | Köditz-Schlegel                                            | Burg                                                                            | 16./17. Jahrhundert                                       | Erhalten |      |
| Schloss Schnarchenreuth                    | Berg-Schnarchenreuth                                       | Schloss, zuvor Turmhügelburg                                                    | Mittelalterlich                                           | Gebäude heute baufällig |      |
| Schloss Schottenhammer                     | Naila-Schottenhammer                                       | Hammerschloss                                                                   | Zweite Hälfte 18. Jahrhundert                             | Erhalten |      |
| Schloss Schwarzenbach                      | Schwarzenbach an der Saale                                 | Schloss                                                                         | Frühneuzeitlich                                           | Erhalten, dient heute als Rathaus |      |
| Oberes Gut (Schwarzenbach am Wald)         | Schwarzenbach am Wald                                      | Rittergut der Herren von Reitzenstein                                           | Mittelalterlich                                           | Erhalten |      |
| Unteres Gut (Schwarzenbach am Wald)        | Schwarzenbach am Wald                                      | Rittergut der Herren von Reitzenstein                                           | Mittelalterlich                                           | Abgegangen |      |
| Turmhügel Schweinsbach                     | Münchberg-Schweinsbach                                     | Niederungsburg (Turmhügelburg)                                                  | Mittelalterlich                                           | Abgegangen, Turmhügel verebnet |      |
| Altes Schloss (Selbitz)                    | Selbitz                                                    | Schloss                                                                         | Frühneuzeitlich                                           | Abgegangen, 1972 abgebrochen, keine Reste vorhanden |      |
| Neues Schloss (Selbitz)                    | Selbitz                                                    | Schloss                                                                         | 17. Jahrhundert                                           | Erhalten |      |
| Burg Sparneck                              | Sparneck                                                   | Niederungsburg                                                                  | Anfang 13. Jahrhundert                                    | 1523 zerstört und dem Verfall preisgegeben. 1730 Neubau eines Amtshauses unter Verwendung alter Mauerreste (sichtbar)                                                                     |      |
| Parkschlößchen Bad Steben                  | Bad Steben                                                 | Schloss                                                                         |                                                           | Hotel |      |
| Burgstall Stockenroth                      | Sparneck-Stockenroth                                       | Niederungsburg                                                                  | Mittelalterlich                                           | Abgegangen, Grabenreste |      |
| Turmhügelburg Tauperlitz                   | Döhlau-Tauperlitz                                          | Niederungsburg (Wasserburg, Turmhügelburg)                                      | um 1200                                                   | Abgegangen, Wassergraben erhalten |      |
| Burgstall Thierbach                        | Bad Steben-Thierbach                                       | Niederungsburg, Vorgängerbau zum Schloss Thierbach                              | Mittelalterlich                                           | Abgegangen |      |
| Schlossruine Thierbach                     | Bad Steben-Thierbach                                       | Schloss                                                                         | Ende 15. Jahrhundert                                      | 1554 und im Dreißigjährigen Krieg jeweils zerstört, wieder aufgebaut, 1727 dem Verfall preisgegeben. Mauerreste sichtbar, Stallungen erhalten                                             |      |
| Burg Töpen                                 | Töpen                                                      | Niederungsburg (Turmhügelburg)                                                  | Mittelalterlich                                           | Abgegangen |      |
| Burgstall Trogen                           | Trogen                                                     | Niederungsburg (Wasserburg)                                                     | Mittelalterlich                                           | Abgegangen |      |
| Herrensitz Trogen                          | Trogen                                                     | Herrensitz                                                                      | Mittelalterlich, heutiges Gebäude aus dem 18. Jahrhundert | Erhalten |      |
| Herrensitz Trogen II                       | Trogen                                                     | Herrensitz                                                                      | Mittelalterlich, heutiges Gebäude aus dem 18. Jahrhundert | Erhalten |      |
| Herrenhaus Unterklingensporn               | Naila-Unterklingensporn                                    | Herrensitz                                                                      |                                                           | 13. Jahrhundert. Gutshof mit Hammerwerk, erhalten |      |
| Schloss Unterschwarzenstein                | Schwarzenbach am Wald-Schwarzenstein                       | Schloss                                                                         | 1708                                                      | Heute Wohnhaus |      |
| Burg Uprode                                | Weißdorf-Oppenroth-Flur „Hag“                              | Höhenburg (Gipfelburg)                                                          | um 1320                                                   | 1523 zerstört, als Ruine erhalten |      |
| Turmhügel Wahlhöhe                         | Helmbrechts-Wahlhöhe-„Wahlershöhe“                         | Höhenburg (Turmhügelburg)                                                       | Mittelalterlich                                           | Abgegangen |      |
| Turmhügel Waldschlösschen                  | Regnitzlosau-Waldschlösschen                               | Niederungsburg (Turmhügelburg)                                                  | Mittelalterlich                                           | Abgegangen |      |
| Waldsteinburg                              | Zell im Fichtelgebirge-Sparnecker Forst-„Großer Waldstein“ | Höhenburg (Gipfelburg)                                                          | 1350                                                      | 1523 zerstört, Ruine |      |
| Burg Wallenrode                            | Gemeindefreies Gebiet Geroldsgrüner Forst-„Burgstein“      | Höhenburg (Spornburg), Stammburg der Herren von Wallenrode                      | Mitte des 13. Jahrhunderts                                | Abgegangen, von der dreiteiligen Anlage haben sich zwei Halsgräben und mehrere Wallgräben erhalten                                                                                        |      |
| Wasserschloss Weißdorf                     | Weißdorf                                                   | Schloss                                                                         | 1364                                                      | Zunächst Burg, 1523 zerstört, nach 1543 als Schloss unter Erhaltung von Ringmauer und Turm wieder errichtet. Beides 1875 abgebrochen, Privatbesitz                                        |      |
| Wartturm Weißenstein                       | Stammbach-„Weißenstein“                                    | Wartturm                                                                        | Spätmittelalterlich                                       | Abgegangen, heute durch Neubau ersetzt |      |
| Turmhügelburg Woja                         | Rehau-Woja                                                 | Niederungsburg (Wasserburg, Turmhügelburg)                                      | Mittelalterlich                                           | Abgegangen, nur der Turmhügel in einem Weiher ist noch erhalten |      |
| Burgstall Zedtwitz                         | Feilitzsch-Zedtwitz                                        | Niederungsburg (Wasserburg)                                                     | Mittelalterlich                                           | Abgegangen |      |
| Schloss Zedtwitz                           | Feilitzsch-Zedtwitz                                        | Schloss                                                                         | Frühneuzeitlich                                           | Erhalten |      |

### Landkreis Kronach
| Name                                     | Ort                                              | Typ                                        | Entstehungszeit                                  | Erhaltungszustand und heutige Nutzung | Bild |
| ---------------------------------------- | ------------------------------------------------ | ------------------------------------------ | ------------------------------------------------ | --- | ---- |
| Schloss Alte Kemenate (Nagel)            | Küps-Nagel                                       | Schloss                                    | 14. Jahrhundert                                  | Erhalten, Privatbesitz |      |
| Turmhügel Altes Schloss                  | Stockheim-Haßlach                                | Niederungsburg (Turmhügelburg, Wasserburg) | Mittelalterlich                                  | Abgegangen, Burgstelle zwischen zwei Bachläufen auf einer Insel |      |
| Turmhügel Alter Schlossberg              | Kronach-Kathragrub-„Alter Schlossberg“           | Niederungsburg (Turmhügelburg)             | Mittelalterlich                                  | Abgegangen, fünf Meter hoher Turmhügel mit Ringgraben erhalten |      |
| Burgstall Am Schlossberg                 | Steinwiesen-Mauthaus                             | Burgstall                                  |                                                  | |      |
| Burggut Birkach                          | Kronach-Birkach                                  | Burg                                       |                                                  | |      |
| Turmhügel Buchbach                       | Steinbach am Wald-Buchbach                       | Niederungsburg (Turmhügelburg)             | Mittelalterlich                                  | Abgegangen |      |
| Burgstall Das Schloss                    | Weißenbrunn                                      | Niederungsburg                             | Spätmittelalterlich, wohl 1416 erwähnt           | Abgegangen, Burgstelle heute überbaut |      |
| Turmhügel Die Bastei                     | Weißenbrunn                                      | Niederungsburg (Turmhügelburg)             | Mittelalterlich                                  | Abgegangen, von einer Villa überbaut |      |
| Turmhügel Entmannsdorf                   | Kronach-Entmannsdorf                             | Motte                                      |                                                  | |      |
| Oberes Schloss Fischbach                 | Kronach-Fischbach                                | Schloss                                    |                                                  | Erhalten. |      |
| Unteres Schloss Fischbach                | Kronach-Fischbach                                | Schloss                                    |                                                  | |      |
| Mittleres Schloss Friesen                | Kronach-Friesen                                  | Schloss                                    |                                                  | Abgegangen |      |
| Oberes Schloss Friesen                   | Kronach-Friesen                                  | Burgstall                                  |                                                  | Ruine abgerissen 2009. |      |
| Unteres Schloss Friesen                  | Kronach-Friesen                                  | Schloss                                    | 1391                                             | Rittergut der Ritter von Zeyern, 1625–1801 Privatbesitz, danach barockisiert. 1804–2008 Pfarrhaus. Heute Wohnhaus.                                                                                     |      |
| Schloss Haig                             | Stockheim-Haig                                   | Schloss                                    |                                                  | In Privatbesitz. |      |
| Schloss Hain                             | Küps-Hain                                        | Schloss                                    | 1774                                             | Erhalten, Privatbesitz. |      |
| Turmhügel Haßlach                        | Stockheim-Haßlach-Flur „Grubholz“                | Turmhügelburg                              | Mittelalterlich                                  | Abgegangen, vorgelagerte Wallgrabenbefestigung erhalten |      |
| Schloss Hesselbach                       | Wilhelmsthal-Hesselbach                          | Schloss                                    |                                                  | Abgegangen |      |
| Abschnittsbefestigung Heunischenburg     | Mitwitz-Burgstall                                | Vorgeschichtliche Abschnittsbefestigung    | 10. Jahrhundert v. Chr.                          | Abgegangen, 1986 und 2000 Rekonstruktion von Mauerabschnitten. |      |
| Turmhügel Hirschfeld                     | Steinbach am Wald-Hirschfeld                     | Niederungsburg (Turmhügelburg)             | Mittelalterlich                                  | Abgegangen, heute von der Katholischen Filialkirche Mariä Heimsuchung überbaut |      |
| Schloss Hohenrot                         | Stockheim-Neukenroth-„Eilaberg“                  | Schloss                                    | Mittelalterlich                                  | Abgegangen |      |
| Hinteres (Neues) Schloss Küps            | Küps                                             | Schloss                                    | um 1400                                          | Privatbesitz Freifrau von Redwitz. |      |
| Mittleres (Altes) Schloss Küps           | Küps                                             | Schloss                                    | 1151                                             | Neubau 16. Jahrhundert, Privatbesitz. |      |
| Oberes Schloss Küps (Schemenau)          | Küps                                             | Schloss                                    | 16. Jahrhundert                                  | Erhalten, Privatbesitz. |      |
| Burg Lauenstein                          | Ludwigsstadt-Lauenstein                          | Höhenburg (Spornburg)                      | 12. Jahrhundert                                  | 1554 im Stil der Renaissance erweitert. 1815 in Privatbesitz und zunächst dem Verfall preisgegeben, 1896 zum Hotel ausgebaut. Seit 1962 in Staatsbesitz, seit 2007 Hotel geschlossen. Museum geöffnet. |      |
| Schloss Ludwigsstadt                     | Ludwigsstadt                                     | Schloss                                    |                                                  | Heute Kindergarten |      |
| Burgstall Ludwigsstadt                   | Ludwigsstadt                                     | Niederungsburg                             | Mittelalterlich                                  | Abgegangen |      |
| Turmhügel Ludwigsstadt                   | Ludwigsstadt-Oberneu-Hüttendorf-„Schwarzer Berg“ | Niederungsburg (Turmhügelburg)             | Hochmittelalterlich                              | Abgegangen |      |
| Hofgut Melanger                          | Küps                                             | Bodendenkmal                               | 14. Jahrhundert                                  | Abgegangen 1668. Befunde des Mittelalters und der frühen Neuzeit. |      |
| Oberes Schloss                           | Mitwitz                                          | Schloss                                    | Spätes Mittelalter                               | 1634 ausgebrannt, 1713 unter Einbeziehung alter Mauern zum Schloss ausgebaut. Privatbesitz. |      |
| Wasserschloss Mitwitz                    | Mitwitz                                          | Schloss                                    | 1266                                             | 1525 teilweise zerstört. Ende 16. Jahrhundert als Wasserburg wieder aufgebaut. Seit 1989 Sitz der Ökologischen Bildungsstätte Oberfranken und der Imkerschule Oberfranken mit kleinem Imkereimuseum.   |      |
| Turmhügel Obere Bürg                     | Steinbach am Wald-Obere Bürg                     | Niederungsburg (Turmhügelburg)             | Mittelalterlich                                  | Abgegangen, trapezförmiger Turmhügel mit Wall und Graben erhalten |      |
| Schloss Oberlangenstadt                  | Küps-Oberlangenstadt                             | Schloss                                    | 1862                                             | Vollständig erhalten mit Park. |      |
| Festung Rosenberg                        | Kronach                                          | Burg                                       | 13. Jahrhundert                                  | 1656–1699 und 1706–1867 Ausbau zur barocken Festungsanlage. Sitz der Fränkischen Galerie des Bayerischen Nationalmuseums. Führungen durch die oberirdischen und einen Teil der unterirdischen Anlagen. |      |
| Burg Rothenkirchen                       | Pressig-Rothenkirchen                            | Höhenburg (Spornburg)                      | Um 1187                                          | Teilweise erhalten |      |
| Burgstall Rothenkirchen                  | Pressig-Rothenkirchen-„Foßhügel“                 | Höhenburg (Spornburg)                      | Mittelalterlich                                  | Abgegangen |      |
| Burgstall Schlossberg (Nordhalben)       | Nordhalben-„Schlossberg“                         | Höhenburg (Spornburg)                      | Zwischen 1151 und 1154                           | Abgegangen, Abschnittsgraben erhalten |      |
| Burgstall Schlossberg (Seibelsdorf)      | Marktrodach-Seibelsdorf-„Schlossberg“            | Höhenburg (Spornburg)                      | Mittelalterlich                                  | Abgegangen, Abschnittsgraben erhalten |      |
| Burgstall Schlossberg (Steinwiesen)      | Steinwiesen-Rieblich-„Schlossberg“               | Höhenburg (Gipfelburg)                     | Mittelalterlich                                  | Abgegangen, keine sichtbaren Reste mehr erhalten |      |
| Schloss Schmölz                          | Küps-Schmölz                                     | Schloss                                    | 1194                                             | 1525 zerstört, 1536 wieder aufgebaut. Privatbesitz, Café. |      |
| Burgstall Schwarze Geis (Burg Steinberg) | Wilhelmsthal-Steinberg-„Schlossberg“             | Höhenburg (Spornburg)                      | Mittelalterlich, 1150 wurde der Burgadel genannt | Abgegangen |      |
| Schloss Seibelsdorf                      | Marktrodach-Seibelsdorf                          | Schloss                                    | 1818                                             | Heute Wohnhaus. |      |
| Turmhügel Seibelsdorf                    | Marktrodach-Seibelsdorf                          | Motte                                      |                                                  | |      |
| Burgstall Steinberg                      | Wilhelmsthal-Steinberg                           | Burgstall                                  |                                                  | |      |
| Abschnittsbefestigung Sternberg          | Kronach-Rußmühle-„Sternberg“                     | Abschnittsbefestigung                      | vermutlich frühmittelalterlich                   | Abgegangen |      |
| Schloss Stockheim                        | Stockheim                                        | Schloss                                    |                                                  | |      |
| Schloss Theisenort                       | Küps-Theisenort                                  | Burg/Schloss                               | 1335                                             | Alte Wache der ehem. Burg erhalten, Gaststätte. Schloss 1947 ausgebrannt, danach umgebaut zu Wohnbauten.                                                                                               |      |
| Wasserschloss Tüschnitz                  | Küps-Tüschnitz                                   | Bodendenkmal                               | Spätmittelalterlich                              | Abgegangen, Fundamente freigelegt und gesichert; Ökonomiehaus des Schlosses aus 1822 erhalten, heute Gemeindehaus                                                                                      |      |
| Burgstall Tschirn                        | Tschirn-„Hammerberg“                             | Höhenburg (Spornburg)                      | Mittelalterlich                                  | Abgegangen, Kernhügel mit Graben und Wällen erhalten |      |
| Burg Waldenfels                          | Wallenfels-„Schlossberg“                         | Höhenburg (Spornburg)                      | Nach 1195                                        | Abgegangen, Halsgraben und beeindruckender Ringgraben um die Hauptburg erhalten |      |
| Turmhügel Welitsch                       | Pressig-Welitsch-„Bärnsbrunnen“                  | Niederungsburg (Turmhügelburg)             | Mittelalterlich                                  | Abgegangen |      |
| Wehrkirche Welitsch                      | Pressig-Welitsch                                 | Wehrkirche                                 | Mittelalterlich                                  | Erhalten |      |
| Burgstall Wildenberg                     | Weißenbrunn-Wildenberg-„Langer Berg“             | Höhenburg (Spornburg)                      | 1248                                             | Abgegangen |      |

### Landkreis Kulmbach
| Name                                                   | Ort                                                                 | Typ                                            | Entstehungszeit                          | Erhaltungszustand und heutige Nutzung | Bild |
| ------------------------------------------------------ | ------------------------------------------------------------------- | ---------------------------------------------- | ---------------------------------------- | --- | ---- |
| Burgstall Alladorf                                     | Thurnau-Alladorf                                                    | Niederungsburg                                 | Mittelalterlich                          | Abgegangen |      |
| Turmhügel Alladorf                                     | Thurnau-Alladorf                                                    | Niederungsburg (Turmhügelburg)                 | Mittelalterlich                          | Abgegangen, Turmhügel teilweise überbaut |      |
| Burgstall Altenhollfeld                                | Thurnau-Alladorf-„Burgstall“                                        | Burgstall                                      |                                          | |      |
| Burgstall auf dem Heidelknock                          | Kasendorf-Azendorf-„Heidelknock“                                    | Höhenburg (Spornburg)                          | Mittelalterlich                          | Abgegangen |      |
| Burgstall auf der Kanzel                               | Stadtsteinach-„Kanzel“                                              | Höhenburg (Spornburg)                          | Mittelalterlich                          | Abgegangen, Halsgraben erhalten |      |
| Herrensitz Breitenreuth                                | Guttenberg-Breitenreuth                                             | Herrensitz                                     | 1746–1750                                | Nach Plänen von Balthasar Neumann, erhalten. |      |
| Burgstall Burghügel                                    | Marktschorgast-Rohrersreuth-„Gondelberg“                            | Höhenburg (Spornburg)                          | Mittelalterlich                          | Burgstall stark gestört, Halsgraben teilweise erhalten |      |
| Schloss Buchau                                         | Mainleus-Buchau                                                     | Schloss                                        |                                          | |      |
| Schloss Cottenau                                       | Wirsberg-Cottenau                                                   | Schloss                                        |                                          | |      |
| Schloss Danndorf                                       | Mainleus                                                            | Schloss                                        |                                          | |      |
| Turmhügel Eisenwind                                    | Rugendorf-Eisenwind                                                 | Niederungsburg (Turmhügelburg)                 | Mittelalterlich                          | Abgegangen, Turmhügel im Ortsbereich heute eingeebnet und überbaut |      |
| Burgstall Eulenburg (Grafengehaig)                     | Grafengehaig                                                        | Höhenburg (Spornburg)                          | 11.–16. Jahrhundert ?                    | 1371 „Ewelstein“ bei Grafengehaig v. Waldenrode. 1434 zu Grafengehaig in der Ewelburg. Um 1500 hohe Burg der Ewel zu Grafengehaig. Nach mdl. Überlieferung noch um 1900 Ruinen, unterirdische Gänge. Heute „rauher Steinfels“ evtl. große Mengen von Bruchstein (Mauerversturz), Planierschichten erkennbar. |      |
| Schloss Forstleiten                                    | Thurnau-Forstleithen                                                | Schloss                                        |                                          | |      |
| Burg Neuguttenberg                                     | Guttenberg                                                          | Burg                                           | 1482–1492                                | 1523 zerstört und unter Einbeziehung vorhandener Reste als Schloss wieder aufgebaut. Heutige Anlage weist wenige Merkmale der mittelalterlichen Burg auf. Wohnsitz der Familie Enoch von und zu Guttenberg.                                                                                                  |      |
| Burg Altguttenberg                                     | Guttenberg                                                          | Burg                                           | um 1318                                  | 1523 zerstört und nicht wieder aufgebaut. Keine Reste erhalten. |      |
| Kirchenburg Grafengehaig                               | Grafengehaig                                                        | Wehrkirche                                     | um 1448                                  | Kultur historisch bedeutsam, erbaut um 1448 auf resten aus dem 13/14. Jahrhundert, Wehranlage gut erhalten, zählt zu den ältesten und best erhaltensten in Deutschland |      |
| Ringwall Grünbürg                                      | Stadtsteinach-Grünbürg                                              | Ringwallanlage                                 | Frühmittelalterlich                      | Abgegangen, doppelter Ringwall erhalten |      |
| Grünes Schloss (Mittlerhaus)                           | Guttenberg                                                          | Schloss                                        | 1819                                     | Über älterem Kern errichtet, heute Freiherrlich von Guttenbergsche Rentenverwaltung. |      |
| Schloss Grünwehr                                       | Kulmbach                                                            | Schloss                                        |                                          | |      |
| Altes Schloss Heinersreuth (Wildensteiner Schlösschen) | Presseck-Heinersreuth                                               | Schloss                                        | um 1500                                  | Erhalten, forstwirtschaftlicher Betrieb. |      |
| Neues Schloss Heinersreuth                             | Presseck-Heinersreuth                                               | Schloss                                        |                                          | |      |
| Prinzenbau Himmelkron                                  | Himmelkron                                                          | Schloss                                        | Ende 16. Jahrhundert                     | Bis zum 19. Jahrhundert Sommerresidenz und Jagdschloss der Bayreuther Markgrafen. Heute Wohnheim und Tagesstätte für Menschen mit geistiger Behinderung. |      |
| Burgstall Hohe Reuth                                   | Rugendorf-Losau, 550 Meter nördlich der Ortsmitte                   | Höhenburg (Spornburg)                          | Mittelalterlich                          | Abgegangen, Halsgraben und Wälle erhalten |      |
| Turmhügel Hoher Turm                                   | Wonsees-Großenhül                                                   | Niederungsburg (Turmhügelburg)                 | Mittelalterlich                          | Abgegangen, Burgstelle heute stark gestört |      |
| Schloss Hummendorf                                     | Untersteinach                                                       | Schloss                                        |                                          | |      |
| Schloss Jöslein                                        | Neudrossenfeld-Jöslein                                              | Schloss                                        | 16. Jahrhundert                          | 1752 erweitert. Erhalten. |      |
| Schloss Katschenreuth                                  | Kulmbach                                                            | Schloss                                        |                                          | |      |
| Palais Kulmbach                                        | Kulmbach                                                            | Schloss                                        |                                          | |      |
| Turmhügel Kunreuth                                     | Presseck-Kunreuth                                                   | Niederungsburg (Turmhügelburg)                 | Mittelalterlich                          | Abgegangen, quadratischer Kernhügel mit Graben und Außenwall erhalten |      |
| Schloss Kirchleus                                      | Kulmbach-Kirchleus                                                  | Schloss                                        |                                          | |      |
| Schloss Lanzendorf                                     | Himmelkron-Lanzendorf                                               | Schloss                                        |                                          | |      |
| Burg Lindenberg                                        | Kasendorf-Lindenberg                                                | Niederungsburg (Turmhügelburg), später Schloss | Hochmittelalterlich                      | Abgegangen, quadratischer Turmhügel mit Graben und Außenwall erhalten. Burgstelle heute teilweise überbaut. |      |
| Burgstall Lösau                                        | Kulmbach-Lösau-„Lösauer Berg“                                       | Höhenburg (Spornburg, Ebenerdiger Ansitz)      | Vermutlich 11. Jahrhundert               | Abgegangen, Wallgraben erhalten |      |
| Turmhügel Mangersreuth                                 | Kulmbach-Mangersreuth                                               | Motte                                          |                                          | |      |
| Wehrkirche Marktschorgast (St. Jakob)                  | Marktschorgast                                                      | Wehrkirche                                     |                                          | |      |
| Schloss Neudrossenfeld                                 | Neudrossenfeld                                                      | Schloss                                        | 16. Jahrhundert                          | 1752 erweitert. Erhalten. |      |
| Turmhügel Neuhaus                                      | Wirsberg                                                            | Motte                                          |                                          | |      |
| Burgruine Nordeck                                      | Stadtsteinach                                                       | Burg                                           | um 1100                                  | 1438 zerstört, um 1450 wieder aufgebaut, 1525 erneut zerstört und aufgegeben. Einige Teile als Ruine erhalten. |      |
| Turmhügel Oberdornlach                                 | Kulmbach-Oberdornlach                                               | Niederungsburg (Turmhügelburg)                 | Mittelalterlich                          | Abgegangen |      |
| Oberes Künsbergschloss                                 | Thurnau                                                             | Schloss                                        |                                          | |      |
| Turmhügel Partenfeld (Steinhaus)                       | Thurnau-Partenfeld                                                  | Niederungsburg (Turmhügelburg)                 | Mittelalterlich                          | Abgegangen, Turmhügel mit einem Durchmesser von 15 Metern sowie Wall und Graben erhalten |      |
| Schloss Peesten                                        | Kasendorf-Peesten                                                   | Schloss                                        |                                          | |      |
| Plassenburg                                            | Kulmbach                                                            | Burg                                           | um 1135                                  | 1530 zur Festung ausgebaut, 1554 weitgehend zerstört. 1557–1607 Wiederaufbau im Stil der Renaissance. 1862–1928 Haftanstalt, 1933–1945 Reichsschule der deutschen Technik. Heute größte Zinnfigurensammlung der Welt.                                                                                        |      |
| Burgstall Rabenstein                                   | Wirsberg-„Rabenstein“                                               | Höhenburg (Spornburg)                          | Mittelalterlich                          | Abgegangen, doppelter Halsgraben erhalten |      |
| Burgstall Rauhenstein                                  | Presseck-Schlackenreuth-„Rauhenstein“                               | Höhenburg (Spornburg)                          | Mittelalterlich                          | Abgegangen, Abschnittsgraben mit Außenwall erhalten |      |
| Schloss Rugendorf                                      | Rugendorf                                                           | Schloss                                        | 1555                                     | Originalzustand erhalten, Wohnhaus. |      |
| Morgenländischer Bau Sanspareil                        | Wonsees-Sanspareil                                                  | Schloss                                        | 1747                                     | Als ländliche Eremitage konzipiertes Gebäude im Eingangsbereich des Felsengartens Sanspareil. Nach 1835 dem Verfall preisgegeben. 1950–1956 Sicherung des Gebäudes und Innenrestaurierung. Heute Museum. |      |
| Turmhügel Schimmendorf                                 | Mainleus-Schimmendorf-Flur „Burgstall“                              | Höhenburg (Turmhügelburg)                      | Mittelalterlich                          | Abgegangen, Turmhügel und Graben erhalten |      |
| Turmhügel Schloss (Burg Vannau)                        | Ködnitz                                                             | Niederungsburg (Turmhügelburg, Wasserburg)     | Mittelalterlich                          | Abgegangen, runder Turmhügel erhalten, früher durch einen Wassergraben vom Weißen Main abgegrenzt |      |
| Turmhügel Schlössle (Alte Schmelz oder Schmölz)        | Kupferberg-Dörnhof, etwa 900 Meter östlich des Ortes                | Niederungsburg (Turmhügelburg)                 | Mittelalterlich                          | Abgegangen, trapezförmiger Turmhügel mit Wall und Graben erhalten |      |
| Schloss Schmeilsdorf                                   | Mainleus-Schmeilsdorf                                               | Schloss                                        |                                          | |      |
| Turmhügel Schwand                                      | Stadtsteinach-Schwand                                               | Niederungsburg (Turmhügelburg)                 | Mittelalterlich                          | Abgegangen, Turmhügel im Ortsbereich heute teilweise überbaut |      |
| Turmhügel Schwedenschanze                              | Kulmbach-Burghaig                                                   | Turmhügelburg                                  | Mittelalterlich                          | Abgegangen, Burghügel mit teilweisem Außengraben erhalten |      |
| Turmhügel Schwedenschanze                              | Kulmbach-Lehenthal-Flur „Röt“                                       | Niederungsburg (Turmhügelburg)                 | Mittelalterlich                          | Abgegangen, durch Ackerbau eingeebnet worden |      |
| Schloss Stadtsteinach                                  | Stadtsteinach                                                       | Schloss                                        |                                          | |      |
| Herrensitz Steinbach                                   | Marktleugast-Steinbach                                              | Herrensitz                                     |                                          | |      |
| Schloss Steinenhausen                                  | Kulmbach-Steinenhausen                                              | Schloss                                        | ab 1481                                  | Bis 1935 im Besitz der freiherrlichen Familie von und zu Guttenberg. Danach Kindergärtnerinnen-Seminar, Entbindungsstätte und Altenheim. Seit 1987 Außenstelle des Bayerischen Landesamtes für Umwelt |      |
| Schloss Thurnau                                        | Thurnau                                                             | Schloss                                        | 13. Jahrhundert                          | Zwischen 1430 und 1840 ständig um- und ausgebaut und erweitert. Das Schloss wurde nie zerstört. Ein Teil der Anlage wird heute vom Forschungsinstitut für Musiktheater der Universität Bayreuth genutzt, ein anderer Teil als Hotel- und Gastronomiebetrieb. Der Marstall dient als Veranstaltungssaal.      |      |
| Schloss Trebgast                                       | Trebgast                                                            | Schloss                                        |                                          | |      |
| Wehrkirche Trebgast (St. Johannis)                     | Trebgast                                                            | Wehrkirche                                     | vermutlich zweite Hälfte 15. Jahrhundert | Erhalten |      |
| Burgstall Turmberg                                     | Kasendorf                                                           | Burgstall                                      | 11./12. Jahrhundert                      | Geringe Mauerreste erhalten. |      |
| Turmhügel Unterauhof (Burg Rauhental?)                 | Mainleus-Unterauhof                                                 | Niederungsburg (Turmhügelburg, Wasserburg)     | Mittelalterlich                          | Abgegangen, Turmhügel mit rekonstruiertem Steinhaus |      |
| Wehrkirche Untersteinach (St. Oswald)                  | Untersteinach                                                       | Wehrkirche                                     |                                          | |      |
| Unteres Schloss (Unterhaus)                            | Guttenberg                                                          | Schloss                                        | Frühes 18. Jahrhundert                   | Stattlicher Mansardwalmdachbau, ehemals im Besitz der Familie von und zu Guttenberg. Erhalten |      |
| Burgstall Untersteinach                                | Untersteinach-Drahtmühle                                            | Burgstall                                      |                                          | |      |
| Burg Vorderreuth                                       | Stadtsteinach-Vorderreuth, 440 Meter nordnordöstlich der Ortskirche | Niederungsburg (Turmhügelburg)                 | Mittelalterlich                          | Abgegangen, Turmhügel mit acht Meter Durchmesser mit Ringgraben und Außenwall erhalten |      |
| Burgruine Wartenfels                                   | Presseck-Wartenfels                                                 | Höhenburg (Spornburg)                          | 1327                                     | Burgruine, Turmrest erhalten |      |
| Turmhügel Wartenfels (Presseck)                        | Presseck-Wartenfels                                                 | Niederungsburg (Turmhügelburg)                 | Mittelalterlich                          | Abgegangen, quadratischer Turmhügel erhalten |      |
| Burg Wernstein                                         | Mainleus-Wernstein                                                  | Burg                                           | 1376                                     | An Stelle einer zerstörten Vorgängeranlage. Ab 1567 Ausbau zum Renaissanceschloss. Vollständig erhalten und bewohnt (Privatbesitz!) |      |
| Burg Wildenstein                                       | Presseck                                                            | Höhenburg (Spornburg)                          | um 1300                                  | Abgegangen |      |
| Burgruine Wirsberg                                     | Wirsberg-„Schlossberg“                                              | Höhenburg (Gipfelburg)                         | um 1300                                  | Ruine, 1554 zerstört und aufgegeben. Mauerreste erhalten. |      |
| Rabenstein'sches Schloss Wirsberg                      | Wirsberg                                                            | Schloss                                        |                                          | |      |
| Turmhügel Zultenberg                                   | Kasendorf-Zultenberg                                                | Niederungsburg (Turmhügelburg)                 | Mittelalterlich                          | Abgegangen |      |
| Burg Zwernitz                                          | Wonsees-Sanspareil                                                  | Burg                                           | Mitte 12. Jahrhundert                    | 1553 und nach notdürftigem Aufbau 1632 teilweise zerstört. 1745 als Teil des Felsengartens Sanspareil ohne Wehranlagen und Vorburg wieder aufgebaut. Seit 1963 Museum. |      |

### Landkreis Lichtenfels
| Name                                             | Ort                                                      | Typ                                                                                                   | Entstehungszeit                                                                                              | Erhaltungszustand und heutige Nutzung | Bild |
| ------------------------------------------------ | -------------------------------------------------------- | --- | --- | --- | ---- |
| Ringwall Abtenberg                               | Gemeindefreies Gebiet Breitengüßbacher Forst-„Abtenberg“ | Ringwall                                                                                              | 10. Jahrhundert                                                                                              | Abgegangen, Reste des Ringwalles mit Außengraben erhalten |      |
| Ringwall Alter Staffelberg                       | Bad Staffelstein-Uetzing-„Alter Staffelberg“             | Ringwall, möglicherweise befestigter Beobachtungsposten für das Oppidum Menosgada auf dem Staffelberg | Vorgeschichtlich                                                                                             | Abgegangen, Ringwallreste um das komplette Bergplateau erhalten |      |
| Burgstall Ansberg                                | Ebensfeld-Dittersbrunn-„Ansberg“                         | Höhenburg (Gipfelburg)                                                                                | 11. Jahrhundert, Burgadel 1087 erwähnt                                                                       | Abgegangen, nur der Burghügel ist noch erhalten, heute Standort der St. Veit-Kapelle |      |
| Burgstall Arnstein                               | Weismain-Arnstein                                        | Höhenburg (Spornburg)                                                                                 | 1100–1200 | Als Höhenburg der Herren von Arnheim erbaut, bis zum 18. Jahrhundert abgegangen. Neubau eines Schlösschens auf den Resten der Burg, 1953 abgebrochen und durch landwirtschaftlichen Betrieb überbaut.                       |      |
| Burgstall auf dem Heideknock (Burg Leuchnitz)    | Weismain-Arnstein-„Heideknock“                           | Höhenburg (Spornburg)                                                                                 | 1165 erstmals erwähnt                                                                                        | Abgegangen, nur Gräben und Wälle erhalten |      |
| Burg Banz                                        | Bad Staffelstein-Neubanz                                 | Ringwall, später Höhenburg                                                                            | Frühmittelalterlicher Ringwall, Höhenburg des Hochmittelalters                                               | Abgegangen, durch das Kloster Banz überbaut |      |
| Schloss Banz                                     | Bad Staffelstein-Neubanz                                 | Schloss                                                                                               | 1803 | Als Kloster gegründet und nach Zerstörungen im Dreißigjährigen Krieg ab 1635 neu aufgebaut. 1803 als Kloster aufgegeben und zum Schloss ausgebaut. Vollständig erhalten. Seit 1978 Tagungsstätte der Hanns-Seidel-Stiftung. |      |
| Ringwall Banzer Berg                             | Bad Staffelstein-Neubanz-„Banzer Berg“                   | Ringwall                                                                                              | 8./9. Jahrhundert                                                                                            | Abgegangen, Ringwall erhalten |      |
| Schloss Buch                                     | Lichtenfels-Buch am Forst                                | Schloss                                                                                               | 1722/24 | Erbaut über älterem Kern, erhalten. |      |
| Burg Burgkunstadt                                | Burgkunstadt-„Altenberg“                                 | Höhenburg (Spornburg)                                                                                 | 9. Jahrhundert, danach bis ins Hochmittelalter genutzt                                                       | Abgegangen, wenige Reste erhalten |      |
| Burgstall bei Burgstall                          | Hochstadt am Main-Burgstall                              | Höhenburg (Spornburg)                                                                                 | Hochmittelalterlich                                                                                          | Abgegangen |      |
| Abschnittsbefestigung Burgstall                  | Ebensfeld-Flur „Burgstall“                               | Abschnittsbefestigung, möglicherweise einer Höhensiedlung                                             | Vor- und frühgeschichtlich oder mittelalterlich                                                              | Abgegangen |      |
| Abschnittsbefestigung Dornig                     | Bad Staffelstein-Stublang-„Dornig“                       | Abschnittsbefestigung                                                                                 | Frühmittelalterlich                                                                                          | Abgegangen, zweifach gestaffeltes Wall-Graben-System erhalten |      |
| Schloss Ebneth                                   | Burgkunstadt-Ebneth                                      | Schloss                                                                                               | vor 1353 | Erbaut über älterem Kern. Mehrfach zerstört, ausgebrannt und teilweise wieder aufgebaut. Heute Privatbesitz. |      |
| Abschnittsbefestigung Geiskirche                 | Weismain-Schammendorf-„Schammenleithe“                   | Abschnittsbefestigung                                                                                 | Vorgeschichtlich                                                                                             | Abgegangen, einfacher Abschnittswall erhalten |      |
| Schloss Giechkröttendorf                         | Weismain-Giechkröttendorf                                | Schloss                                                                                               | Frühneuzeitlich mit mittelalterlichen Vorgängerbauten                                                        | Erhalten |      |
| Abschnittsbefestigung Graitz                     | Bad Staffelstein-Frauendorf-„Graitz“                     | Abschnittsbefestigung                                                                                 | Mittelalterlich                                                                                              | Abgegangen, zweifaches Wall-System erhalten |      |
| Ringwall Großer Kordigast                        | Altenkunstadt-Pfaffendorf-„Großer Kordigast“             | Ringwall                                                                                              | Zwischen 600 und 400 v. Chr.                                                                                 | Abgegangen, zweiteiliger Ringwall erhalten |      |
| Turmhügel Hahnhof                                | Ebensfeld-Hahnhof                                        | Niederungsburg (Turmhügelburg)                                                                        | Mittelalterlich                                                                                              | Abgegangen |      |
| Turmhügel Hainzendorf                            | Burgkunstadt-Hainzendorf                                 | Niederungsburg (Turmhügelburg)                                                                        | 10. oder 11. Jahrhundert                                                                                     | Abgegangen, Turmhügel mit einem Durchmesser von 40 Meter erhalten |      |
| Schloss Hochstadt                                | Hochstadt am Main                                        | Wasserschloss, zuvor Burg                                                                             | Burg mittelalterlich, Schloss frühneuzeitlich                                                                | Abgegangen |      |
| Abschnittsbefestigung Kahlberg                   | Weismain-Görau-„Kahlberg“                                | Abschnittsbefestigung                                                                                 | Späthallstatt-frühlatènezeitlich, während des Frühmittelalters in karolingisch-ottonscher Zeit neu befestigt | Abgegangen, mehrere Abschnittswälle und ein seichter Graben erhalten |      |
| Burgstall Kleinziegenfeld                        | Weismain-Kleinziegenfeld                                 | Höhenburg (Spornburg)                                                                                 | Hochmittelalterlich                                                                                          | Abgegangen |      |
| Schloss Kleinziegenfeld (Jägerhaus)              | Weismain-Kleinziegenfeld                                 | Schloss, zuvor Höhenburg                                                                              | Hochmittelalterlich                                                                                          | Abgegangen |      |
| Abschnittsbefestigung Kröttenstein               | Weismain-„Kröttenstein“                                  | Abschnittsbefestigung                                                                                 | Frühmittelalterlich                                                                                          | Abgegangen |      |
| Ringwall Kulch                                   | Bad Staffelstein-Altenbanz-„Kulch“                       | Ringwall                                                                                              | Frühmittelalterlich, vermutlich ottonische Zeitstellung                                                      | Abgegangen, zweiteiliger Ringwall erhalten |      |
| Abschnittsbefestigung Külmitzberg                | Altenkunstadt-Pfaffendorf-„Külmitzberg“                  | Abschnittsbefestigung                                                                                 | Vor- und frühgeschichtlich oder eher frühmittelalterlich                                                     | Abgegangen, dreifaches Wall-Graben-System erhalten |      |
| Turmhügel Kutzenberg                             | Ebensfeld-Kutzenberg                                     | Niederungsburg (Turmhügelburg)                                                                        | Mittelalterlich                                                                                              | Abgegangen |      |
| Burg Lichtenfels                                 | Lichtenfels-„Burgberg“                                   | Höhenburg (Gipfelburg)                                                                                | Vermutlich um 1000                                                                                           | Abgegangen, Burgstelle heute vollständig überbaut |      |
| Schloss Kastenboden                              | Lichtenfels                                              | Schloss                                                                                               | Frühneuzeitlich, mittelalterliche Vorgängerbauten                                                            | Erhalten |      |
| Burg Liebenburg                                  | Ebensfeld-Oberbrunn-„Schlossberg“                        | Höhenburg (Spornburg, Turmhügelburg)                                                                  | Hochmittelalterlich, 1268 erstmals genannt                                                                   | Abgegangen, 30 Meter großer und 7,5 Meter hoher Turmhügel erhalten |      |
| Schloss Maineck                                  | Altenkunstadt-Maineck                                    | Schloss                                                                                               | 12. Jahrhundert                                                                                              | Erhalten |      |
| Abschnittsbefestigung Mellaberg                  | Bad Staffelstein-Kümmersreuth-„Mellenberg“               | Abschnittsbefestigung                                                                                 | Vorgeschichtlich und frühmittelalterlich                                                                     | Abgegangen, vierfach gestaffeltes Wall-Graben-System erhalten |      |
| Turmhügel Nassanger Weiher                       | Lichtenfels-Trieb-„Nassanger Weiher“                     | Niederungsburg (Turmhügelburg)                                                                        | Mittelalterlich                                                                                              | Abgegangen, Turmhügel erhalten |      |
| Burg Niesten                                     | Weismain-Niesten                                         | Höhenburg (Spornburg)                                                                                 | vor 1128 | Abgegangen, ab 1710 teilweise verfallen und 1872–1882 abgetragen. Wenige Mauerreste und mehrere Gräben erhalten |      |
| Burgstall Obristfeld                             | Redwitz an der Rodach-Obristfeld                         | Höhenburg (Spornburg)                                                                                 | | Abgegangen |      |
| Burgstall Pfaffendorf                            | Altenkunstadt-Pfaffendorf-„Großer Kordigast“             | Höhenburg (Spornburg, Ebenerdiger Ansitz)                                                             | Mittelalterlich                                                                                              | Abgegangen, Graben erhalten |      |
| Burgstall Pfarrfelsen                            | Bad Staffelstein-Tiefenthal-„Pfarrfelsen“                | Höhenburg (Spornburg)                                                                                 | 11. Jahrhundert                                                                                              | Abgegangen, Abschnittswall und Halsgraben erhalten |      |
| Abschnittsbefestigung Possenberg                 | Ebensfeld-Oberküps-„Possenberg“                          | Abschnittsbefestigung und Ringwall                                                                    | Abschnittsbefestigung vorgeschichtlich, Ringwall frühmittelalterlich                                         | Abgegangen, vorgeschichtliche Abschnittswälle und der in die Abschnittsbefestigung eingebaute Ringwall erhalten |      |
| Burgstall Rauhenstein                            | Weismain-„Rauhenstein“                                   | Höhenburg (Spornburg)                                                                                 | Mittelalterlich                                                                                              | Abgegangen |      |
| Burgstall Rauschenstein                          | Weismain-Arnstein                                        | Höhenburg (Spornburg)                                                                                 | vermutlich während des 13. Jahrhunderts erbaut                                                               | Abgegangen, nur ein Wallstück erhalten |      |
| Schloss Redwitz                                  | Redwitz an der Rodach                                    | Schloss                                                                                               | vor 1350 | Auf den Resten einer Burg errichtet. 1525 teilweise niedergebrannt, umgehend wieder aufgebaut. Im 17. Jahrhundert erweitert. Größtenteils erhalten, Privatbesitz.                                                           |      |
| Burgstall Schlossberg                            | Bad Staffelstein-Kümmersreuth-„Schlossberg“              | Höhenburg (Spornburg)                                                                                 | Mittelalterlich                                                                                              | Abgegangen, Abschnittswälle sowie Abschnittsgräben und wohl die Kellerausschachtung eines Bergfriedes erhalten |      |
| Schloss Schney                                   | Lichtenfels-Schney                                       | Schloss                                                                                               | 1680–1690 | Erbaut anstelle einer älteren Burganlage. Heute Tagungszentrum „Franken-Akademie“. |      |
| Burg Schönbrunn                                  | Bad Staffelstein-Schönbrunn                              | Niederungsburg (Turmhügelburg)                                                                        | 12./13. Jahrhundert                                                                                          | Abgegangen, Turmhügel mit Graben und Außenwall teilweise erhalten |      |
| Abschnittsbefestigung Schwedenschanze            | Lichtenfels-Oberlangheim-„Unterglänzberg“                | Abschnittsbefestigung                                                                                 | Vor- und frühgeschichtlich                                                                                   | Abgegangen, mehrere Abschnittswälle mit Gräben erhalten |      |
| Turmhügel Seubersdorf II                         | Weismain-Seubersdorf                                     | Niederungsburg (Turmhügelburg)                                                                        | Mittelalterlich                                                                                              | Abgegangen |      |
| Turmhügel Seubersdorf                            | Weismain-Seubersdorf                                     | Niederungsburg (Turmhügelburg)                                                                        | 11. Jahrhundert                                                                                              | Abgegangen, durch die Ortskirche überbaut |      |
| Stadtschloss Lichtenfels (Kastenboden)           | Lichtenfels                                              | Schloss                                                                                               | 1555 (als „Trutzburg“ für Caspar von Sternberg gegen Stadt Lichtenfels und Bamberger Fürstbischofe)          | Erhalten, 1970 in Stadtbesitz, 1991 saniert, genutzt für Veranstaltungen und Gastronomie |      |
| Ringwall auf dem Staffelberg (Oppidum Menosgada) | Bad Staffelstein-„Staffelberg“                           | Ringwall                                                                                              | Seit der Steinzeit begangen                                                                                  | Abgegangen, 700 mal 900 Meter großer mehrteiliger Ringwall erhalten |      |
| Burg Steglitz                                    | Bad Staffelstein-Altenbanz-„Steglitz“                    | Höhenburg (Gipfelburg)                                                                                | Vermutlich 1337/38 erbaut                                                                                    | Abgegangen, der Burgenbauversuch wurde schon während des Baues abgebrochen, und die unfertige Anlage 1339 geschleift. Wenige Reste erhalten.                                                                                |      |
| Turmhügel Stein                                  | Lichtenfels-Stein                                        | Niederungsburg (Turmhügelburg)                                                                        | Mittelalterlich, Burgenname erstmals 1411 genannt                                                            | Abgegangen, Turmhügel erhalten |      |
| Schloss Strössendorf                             | Altenkunstadt-Strössendorf                               | Schloss, zuvor mittelalterliche Höhenburg                                                             | Burg 12. Jahrhundert, 1525 zerstört und bis 1530 wieder aufgebaut. 1570 Neubau des Südflügels.               | Erhalten, Privatbesitz. |      |
| Turmhügel Trebitzmühle                           | Hochstadt am Main-Wolfsloch-Flur „Weinleite“             | Höhenburg (Turmhügelburg)                                                                             | Hochmittelalterlich                                                                                          | Abgegangen, Turmhügel und Graben erhalten |      |
| Schloss Trieb (Schloss Nassanger)                | Lichtenfels-Trieb                                        | Schloss                                                                                               | Heutiges Gebäude von 1723/24, mittelalterlicher Vorgängerbau                                                 | Erhalten |      |
| Turmhügel Weihersmühle                           | Weismain-Weihersmühle                                    | Niederungsburg (Turmhügelburg)                                                                        | Spätmittelalterlich                                                                                          | Abgegangen |      |
| Schloss Wildenroth                               | Burgkunstadt-Wildenroth                                  | Schloss, zuvor Ansitz                                                                                 | 1436 | Heute genutzt als Pferdezucht und Antiquitätenhandel. |      |
| Burgstall Wohnsig                                | Weismain-Wohnsig                                         | Höhenburg (Spornburg)                                                                                 | Mittelalterlich                                                                                              | Abgegangen |      |
| Abschnittsbefestigung Zeulner Berg               | Marktgraitz-„Zeulner Berg“                               | Abschnittsbefestigung                                                                                 | Vor- und frühgeschichtlich, möglicherweise auch frühmittelalterlich                                          | Abgegangen, mehrere Abschnittswälle erhalten |      |

### Landkreis Wunsiedel im Fichtelgebirge
| Name                                   | Ort                                                              | Typ                            | Entstehungszeit     | Erhaltungszustand und heutige Nutzung | Bild |
| -------------------------------------- | ---------------------------------------------------------------- | ------------------------------ | ------------------- | --- | ---- |
| Schloss Alexandersbad                  | Bad Alexandersbad                                                | Schloss                        | 1753                | Eigentlich als Badehaus und zur Unterbringung von zehn Kurgästen erbaut. 1782 Ausbau zum heutigen Schloss. |      |
| Herrensitz Badershof                   | Selb                                                             | Herrensitz                     |                     | |      |
| Schloss Bernstein                      | Wunsiedel-Bernstein                                              | Schloss                        | um 1200             | Erhalten, Privatbesitz. |      |
| Schloss Birkenbühl                     | Thierstein-Birkenbühl                                            | Schloss                        |                     | |      |
| Schloss Brand                          | Marktredwitz-Brand                                               | Schloss                        | 1221                | 1969–2007 Brauerei, heute im Eigentum des „Markgräflichen Collegiums Historiae e. V.“. |      |
| Burgruine Burgstein                    | Thierstein-Schwarzenhammer                                       | Burgstall                      | um 1200             | |      |
| Turmhügel Der Tempel                   | Marktleuthen                                                     | Motte                          |                     | |      |
| Schloss Dörflas                        | Marktredwitz-Dörflas                                             | Schloss                        | um 1550             | spätmittelalterlicher Bau, 1609 erweitert, 1783 umgestaltet, genutzt als Brauerei und Gasthof „zum goldenen Löwen“, 1902 nochmals erweitert                                                                       |      |
| Burg Epprechtstein                     | Kirchenlamitz-„Epprechtstein“                                    | Burg                           |                     | |      |
| Neues Schloss Erkersreuth              | Selb-Erkersreuth                                                 | Schloss                        | 1414                | Zunächst Rittersitz, 1748 Neubau in heutiger Erscheinung. |      |
| Schloss Fahrenbach                     | Tröstau                                                          | Schloss                        |                     | |      |
| Jagdschloss Fahrenbühl                 | Kirchenlamitz                                                    | Schloss                        | 1886                | Heute Hotel. |      |
| Burgstall Foerles-Neudürrlas           | Thierstein-Neudürrlas                                            | Niederungsburg (Turmhügelburg) | 12. Jahrhundert     | Abgegangen, noch gut erkennbar Graben mit Außenwall erhalten |      |
| Schloss Grafenreuth                    | Thiersheim-Grafenreuth                                           | Schloss                        |                     | |      |
| Burgruine Hirschstein                  | Gemeindefreies Gebiet Martinlamitzer Forst-Süd-„Großer Kornberg“ | Burgstall                      | 1223                | Mitte des 14. Jahrhunderts zerstört, nicht wieder aufgebaut. Mauerreste erhalten. |      |
| Burg Hohenberg                         | Hohenberg an der Eger                                            | Burg                           | um 1480             | Errichtet auf einem Vorgängerbau von 1222. Einige Jahre ab 1632 besetzt, 1666 Neubau Fürstenhaus. Ab 1935 Landschulheim. 1945 teilweise durch Beschuss zerstört. 1951 wieder aufgebaut, seit 1955 Jugendherberge. |      |
| Jagdschloss Kaiserhammer               | Marktleuthen-Kaiserhammer                                        | Schloss                        | 1701                | Zunächst aus Holz errichtet, ab 1760 dreiflügeliger Neubau. Bereits 1792 Abbruch des Hauptflügels. Küchen- und Stallflügel erhalten,                                                                              |      |
| Schloss Kirchenlamitz                  | Kirchenlamitz                                                    | Schloss                        |                     | |      |
| Burgstall Kleiner Hengstberg           | Hohenberg an der Eger-„Kleiner Hengstberg“                       | Burgstall                      |                     | |      |
| Hammerschloss Leupoldsdorf             | Tröstau-Leupoldsdorf                                             | Schloss                        | 14. Jahrhundert     | 2011–2011 restauriert. |      |
| Schloss Leutendorf                     | Marktredwitz-Leutendorf                                          | Schloss                        |                     | verfällt langsam |      |
| Altes Schloss Lorenzreuth              | Marktredwitz-Lorenzreuth                                         | Schloss                        |                     | im 19. Jahrhundert umgestaltet, später Gaststätte Aulinger |      |
| Neues Schloss Lorenzreuth              | Marktredwitz-Lorenzreuth                                         | Schloss                        | 1773 bis 1779       | Privatbesitz |      |
| Burg Luxburg                           | Wunsiedel-Luisenburg                                             | Burgstall                      | 12. Jahrhundert     | Frühzeitig abgegangen, wenige niedrige und teils überwachsene Mauern erhalten. |      |
| Schloss Marktredwitz                   | Marktredwitz                                                     | Burg                           | 13. Jahrhundert     | 3 Türme erhalten, 1384 Umbau in Rathaus und Pfarrkirche, Bergfried (Lug ins Land) in Kirche eingebaut, Torturm und Fünfeckturm ins Rathaus eingefügt                                                              |      |
| Burgruine Neuhaus an der Eger          | Hohenberg an der Eger-Neuhaus an der Eger                        | Burg                           | um 1380             | 1412 zerstört und bis 1499 wieder aufgebaut. 1770 aufgegeben und verfallen. Geringe Mauerreste und Teile des Grabens erhalten.                                                                                    |      |
| Schloss Neuhaus an der Eger            | Hohenberg an der Eger-Neuhaus an der Eger                        | Schloss                        | 1770                | Seit 1825 Schulhaus. |      |
| Schloss Oberhöchstädt                  | Höchstädt im Fichtelgebirge                                      | Schloss                        |                     | |      |
| Schloss Oberröslau                     | Röslau                                                           | Schloss                        |                     | |      |
| Burgstall Oberweißenbach               | Selb-Oberweißenbach                                              | Burgstall                      |                     | |      |
| Turmhügel Oberweißenbach I             | Selb-Oberweißenbach                                              | Burgstall                      |                     | |      |
| Turmhügel Oberweißenbach II            | Selb-Oberweißenbach                                              | Burgstall                      |                     | |      |
| Schloss Röthenbach                     | Arzberg-Röthenbach                                               | Schloss                        | vor 1389            | 1559–1561 Umbau im Stil der Renaissance. Heute Wohnsitz der Familie von Waldenfels. |      |
| Burgstall Rudolfstein                  | Bad Weißenstadt-„Rudolfstein“                                    | Höhenburg (Gipfelburg)         | 12. Jahrhundert     | Abgegangen, Wallstücke zwischen fünf Felstürmen erhalten |      |
| Turmhügel Schlossberg (Turmhügel Bürg) | Wunsiedel-Schönlind                                              | Höhenburg (Turmhügelburg)      | vor 13. Jahrhundert | Abgegangen, Wallgräben und Kernhügel erkennbar |      |
| Ruine Schlösslein                      | Thierstein                                                       | Burg                           |                     | |      |
| Schloss Schlottenhof                   | Arzberg-Schlottenhof                                             | Schloss                        | 1753                | Als Rittergut auf einem Vorgängerbau vor 1600 errichtet. Später als Schloss ausgebaut. Erhalten. |      |
| Burg Schönbrunn                        | Wunsiedel-Schönbrunn                                             | Niederungsburg (Turmhügelburg) | Spätmittelalterlich | Abgegangen, quadratischer Turmhügel mit Wall und Graben erhalten |      |
| Turmhügel Sinatengrün                  | Wunsiedel-Sinatengrün                                            | Niederungsburg (Turmhügelburg) | Mittelalterlich     | Abgegangen |      |
| Schloss Sophienreuth                   | Schönwald-Sophienreuth                                           | Schloss                        | 1777                | |      |
| Burgstall Steinelburg                  | Marktleuthen-Großwendern                                         | Burgstall                      |                     | |      |
| Burg Thierstein                        | Thierstein                                                       | Höhenburg (Gipfelburg)         | vor 1340            | Ruine, heute ein touristischer Anziehungspunkt, Bergfried erhalten. Seit 1575 unbewohnt, 1725 ausgebrannt |      |
| Hammerherrensitz Trompetenberg         | Arzberg-Trompetenberg                                            | Herrensitz                     |                     | |      |
| Hammerschloss Tröstau                  | Tröstau                                                          | Schloss                        |                     | |      |
| Burggut Tröstau                        | Tröstau                                                          | Burg                           |                     | |      |
| Schloss Unterhöchstädt                 | Höchstädt im Fichtelgebirge                                      | Schloss                        |                     | |      |
| Turmhügel Vielitz                      | Selb-Vielitz                                                     | Motte                          |                     | |      |
| Wachturm Wartberg                      | Selb-Längenau                                                    | Warte                          |                     | |      |
| Turmhügel Wildenau                     | Selb-Wildenau                                                    | Motte                          |                     | |      |
| Burg Wunsiedel                         | Wunsiedel                                                        | Burg                           |                     | |      |